# Odeón de Lyon
El Odeón de Lyon conocido también como Odeón de Lugdunum es uno de los principales monumentos romanos visibles en Lyon. Situado junto al antiguo Teatro de Fourvière y como se adosa en la colina de Fourvière, cerca de su cumbre, forma una notable pareja arqueológica, rara en el mundo romano. En la Galia, únicamente Vienne (Isère) tiene también un teatro romano acompañado de un odeón.
Construido a finales del siglo I o principios del siglo II, 
puede acomodar hasta 3.000 espectadores, para actuaciones musicales o lecturas públicas, o servir como sala de reuniones. Abandonado a finales del período romano, fue explotado en la Edad Media como cantera de materiales de construcción, y luego casi completamente enterrado bajo los escombros. Los dibujos realizados en el siglo XVI muestran que únicamente quedaban imponentes ruinas entre las viñas, y restos de la poderosa muralla que rodeaba el edificio. Los estudiosos están divididos en la interpretación de estas ruinas: su trazado arqueado sugiere que es un teatro romano, mientras que los religiosos lo ven como el anfiteatro de los mártires de Lyon. La controversia duró varios siglos, hasta que un sitio arqueológico de escala sin precedentes en Lyon despejó un gran teatro de 1933 y luego el odeón de 1941 a 1958. La construcción cerca de un museo galo-romano, creado en 1975, consiguió un excepcional parque arqueológico, del cual el antiguo odeón es uno de los elementos principales.

## Cronología

### Época romana

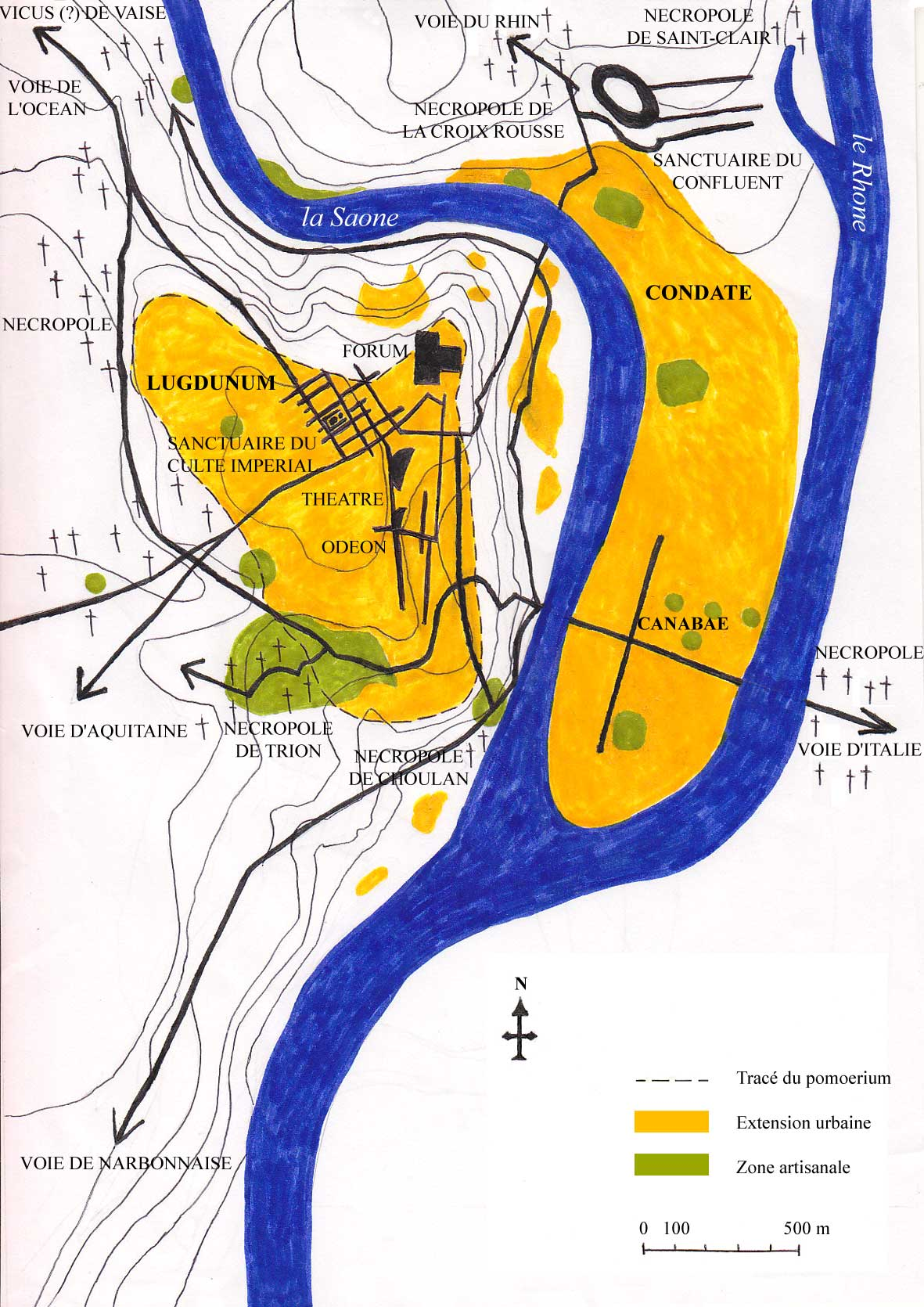
Mapa simplificado de Lugdunum, ubicación del teatro y el odeón.

Lugdunum es una colonia romana próspera, establecida en la colina de Fourvière y dotada desde sus inicios de un teatro. Este teatro está revestido con un segundo edificio público, un pequeño teatro u odeón, probablemente construido durante la extensión del teatro, para el cual los arqueólogos no tienen elementos decisivos de datación en ausencia de evidencia escrita o epigráfica. Los estudios arqueológicos de 1994, alrededor del odeón, propusieron el final del siglo I o el comienzo del siglo II.
Construido al sur del gran teatro en la misma ubicación de la colina conocida como «la llanura de los Minimes», también aprovecha la pendiente para sostener sus gradas, con un eje ligeramente compensado en siete grados con respecto al del gran teatro. La orquesta se instala sobre una isla de hábitat, frente a una explanada que se rellena. Una calle de tiendas con una fuente y una alcantarilla domina el odeón y sirve a sus entradas superiores. Una calle más importante desciende por la colina y una pequeña plaza separan los dos edificios. En la parte del fondo de esta plaza, se encontraba un muro de contención precedido por un suelo revestido de «baldosas rotas» atravesado por un canal central, que el arqueólogo Pierre Wuilleumier ha interpretado como el sitio de unas letrinas públicas.

Junto al odeón
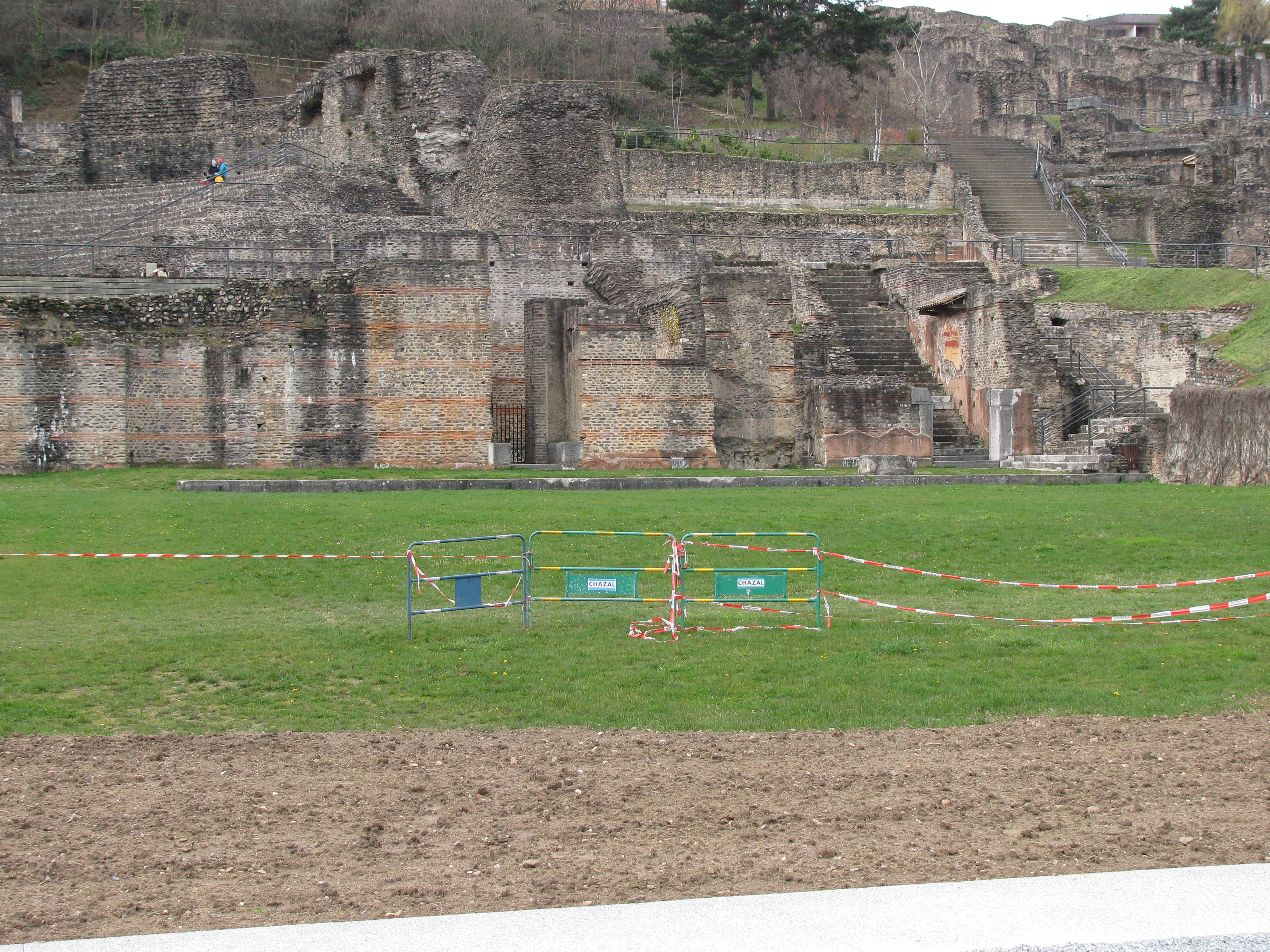
Vista general de los restos de la explanada hacia el este.
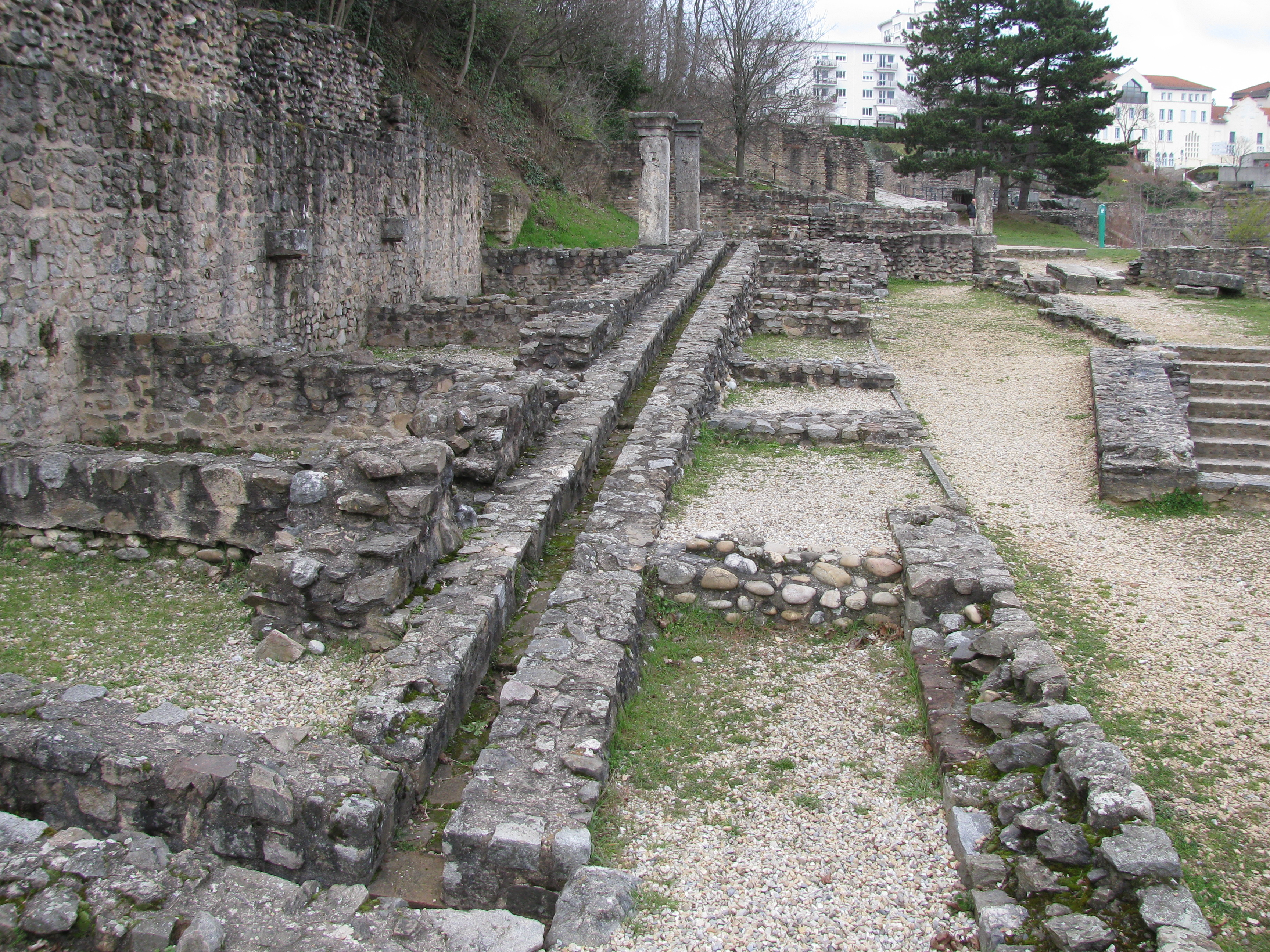
Calle de tiendas sobre el odeon, con la alcantarilla.
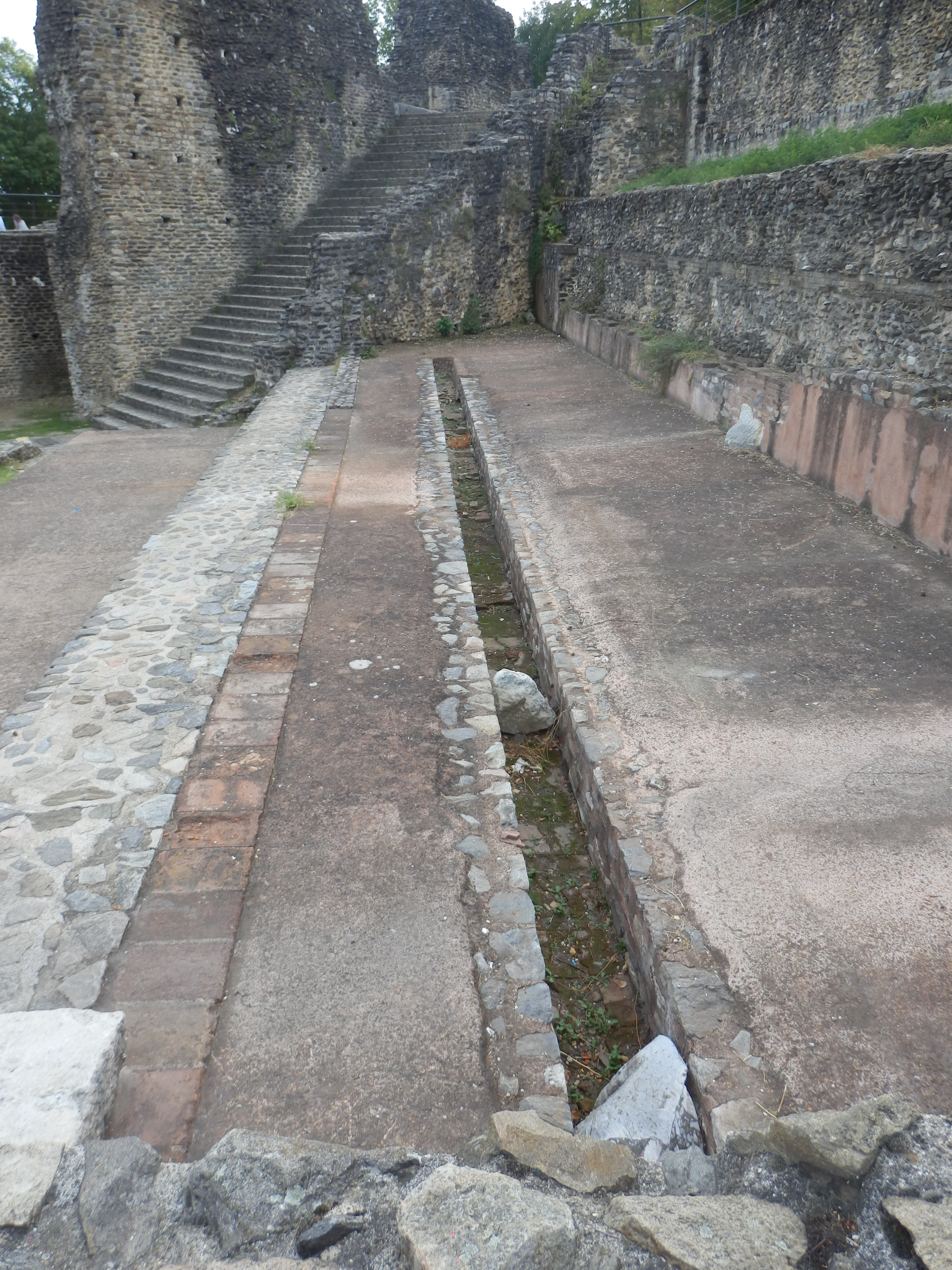
Entre el teatro y el odeón, letrinas con un canal central.

Con un diámetro exterior de 73 m, el odeón ofrece una capacidad estimada de unos 3.000 asientos por Wuilleumier y Audin,4 o más recientemente 2.500, 5 lo que según los arqueólogos significa que estaba destinado a un público más reducido que el del teatro, para espectáculos más elitistas de música y canto, declamaciones y lecturas públicas. También puede haber servido como sala de reuniones para los notables de la ciudad, como los decuriones de la colonia.

### Abandono
La arqueología reciente constata a finales del siglo III y durante el siglo IV el abandono progresivo de la colina de Fourvière, y por lo tanto de sus monumentos, teatro y odeón, en favor de la ciudad baja a orillas del Saona.
Las ruinas del teatro y del odeón fueron explotadas como cantera de sillería para las grandes construcciones del siglo XII, la catedral, los puentes sobre el Saona y el Ródano. Una carta de 1192 reserva para la Primatiale Saint-Jean de Lyon todos los mármoles y todos las piedras de caliza procedentes de las excavaciones realizadas en Fourvière. Las decoraciones, las esculturas y los revestimientos son arrancados y cortados, terminando en un horno de cal instalado cerca de la escalera interior que une el odeón con la explanada de abajo.

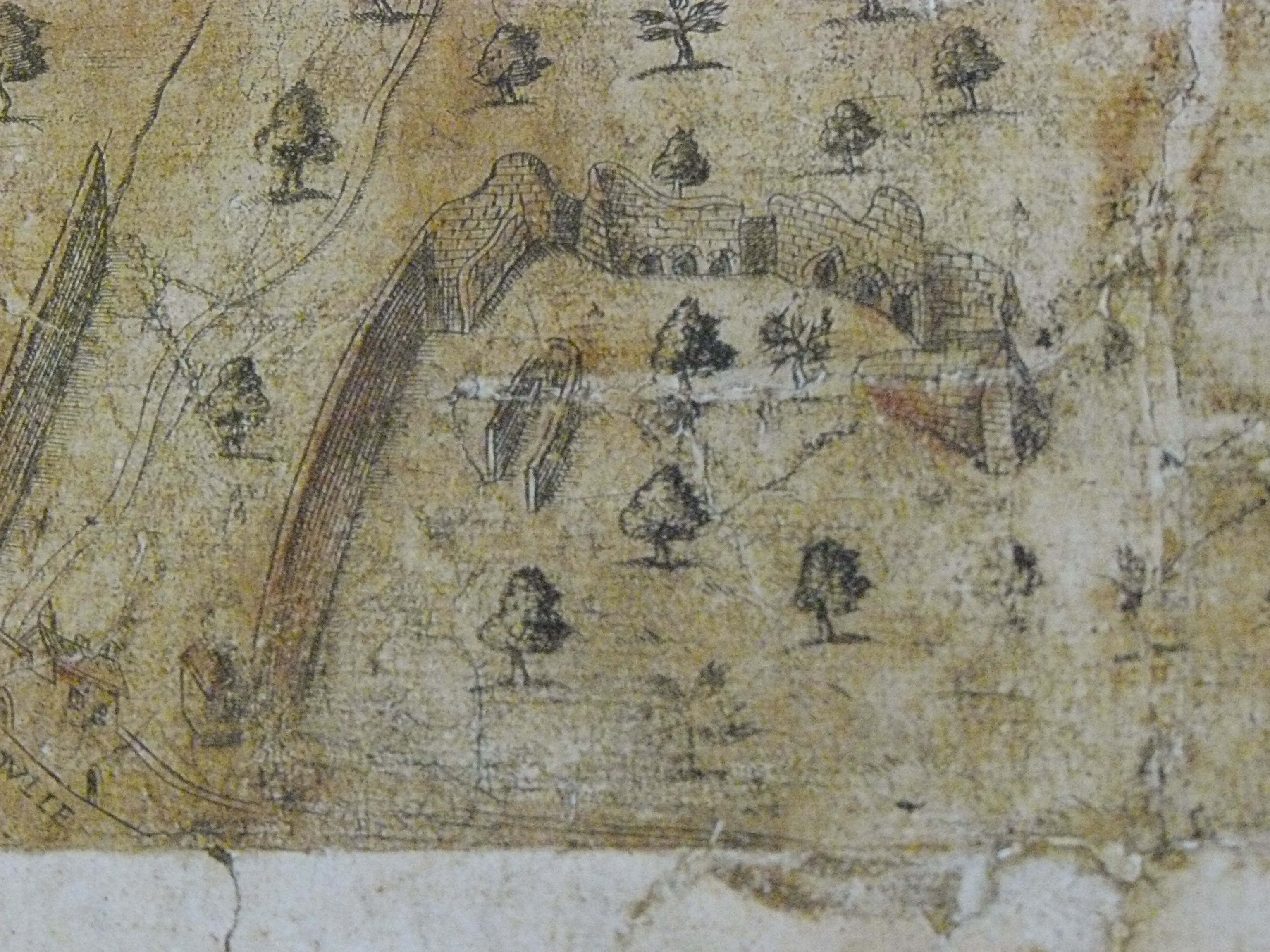
Los restos del odeón en el plano escenográfico de Lyon, alrededor del 1550.

Después de este período de saqueo, la pantalla desde la ladera inestable de la colina que domina el teatro y el odeón cubre y protege las partes bajas de estos edificios bajo varios metros de guijarros, grava y barro. Al final de la Edad Media, la colina Fourvière era un campo cubierto de viñedos en las laderas y cultivos en sus terrazas. Solo quedaban visibles las partes superiores de los restos del odeón, que los actos medievales llaman Caverna o grossa massa sarracenorum («Cuevas de los sarracenos»).
Un plano escenográfico de Lyon estableció espectáculos a mediados del siglo XVI en los restos de la poderosa pared de apoyo cávea que emergían a la intemperie, en un viñedo perteneciente a la Orden de los Mínimos.

### Redescubrimiento y polémica

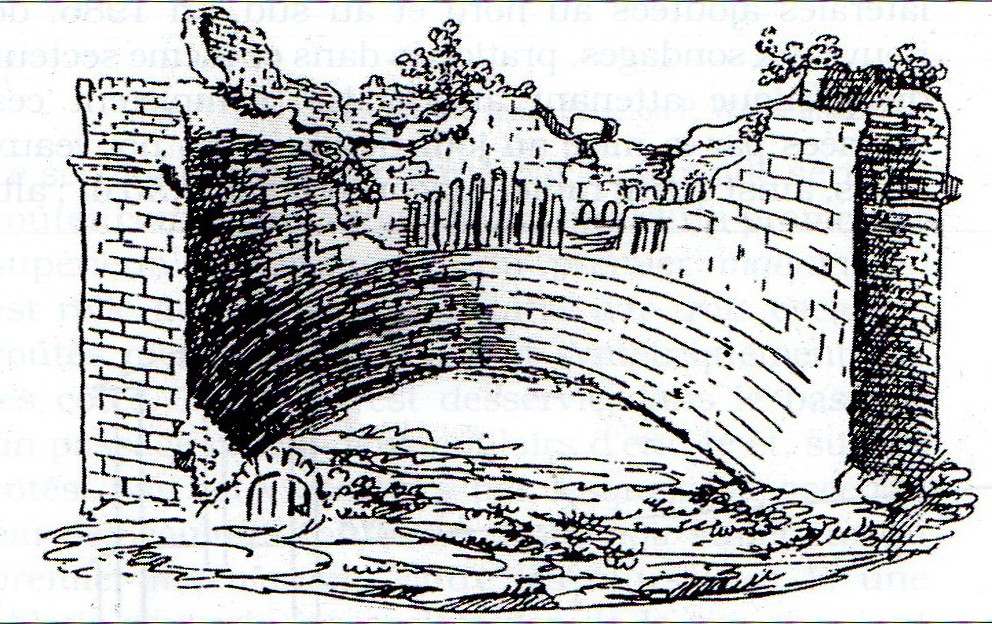
Dibujo de las ruinas por Gabriel Syméoni - alrededor de 1559.

El interés en la cultura antigua se remonta al Renacimiento. Los humanistas de Lyon estaban fascinados por la evidencia de la antigüedad de su ciudad, que todavía era visible en la colina. El antiguo tratado De Architectura  de Vitruvio, publicado en Lyon en 1523, les dio la clave para reconocer un teatro romano, con sus pisos semicirculares. Así, el humanista florentino Gabriel Simeoni, que hizo un dibujo de estas ruinas en 1559, las identificó como un teatro,13 pero su trabajo sobre las antigüedades de Lyon sigue siendo un manuscrito inédito. No fue hasta 1836 que el abad Costanzo Gazzera, secretario de la Academia de las ciencias de Turín, hizo una copia.
Por su parte, los historiadores religiosos buscaron identificar los lugares asociados a los mártires de Lyon del año 177, trazados por la historia eclesiástica. Presuponen que estos eventos tuvieron lugar dentro del reducido perímetro de la colina de Fourvière. El canónigo Guillaume Paradin informó en 1573 de las dudas en la calificación de los muros monumentales del odeón, que son para algunos el anfiteatro de los mártires, y para otros el palacio del gobernador romano de donde aparecieron.

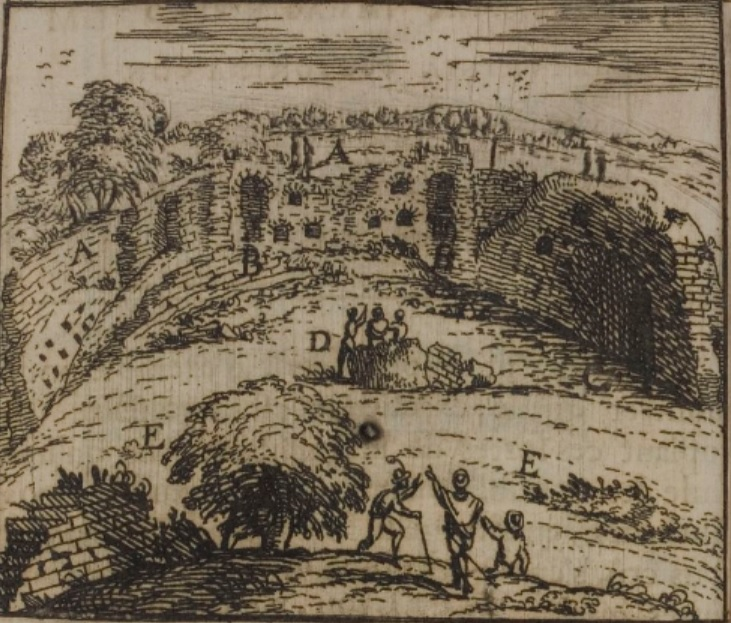
Dibujo de las ruinas por Jacob Spon (1673).

En el siglo siguiente, la interpretación se inclinó hacia un anfiteatro: en 1673, el erudito lionés Jacob Spon, publicó un catálogo de las antigüedades de la ciudad. Este libro contiene un dibujo preciso y comentado de las ruinas, donde Spon reconoce que la forma del edificio es la de un teatro y no un anfiteatro, pero presenta erróneamente los arcos como prisiones para animales y el centro como la arena donde tuvieron lugar los combates. En 1696, el jesuita Claude-François Menestrier menciona a su vez «algunos restos de un antiguo anfiteatro» en el viñedo de los Mínimos, y en 1738, el padre Dominique de Colonia reprodujo el dibujo de Jacob Spon con los mismos comentarios en sus Antiquités de la ville de Lyon, ou explications de ses plus anciens.

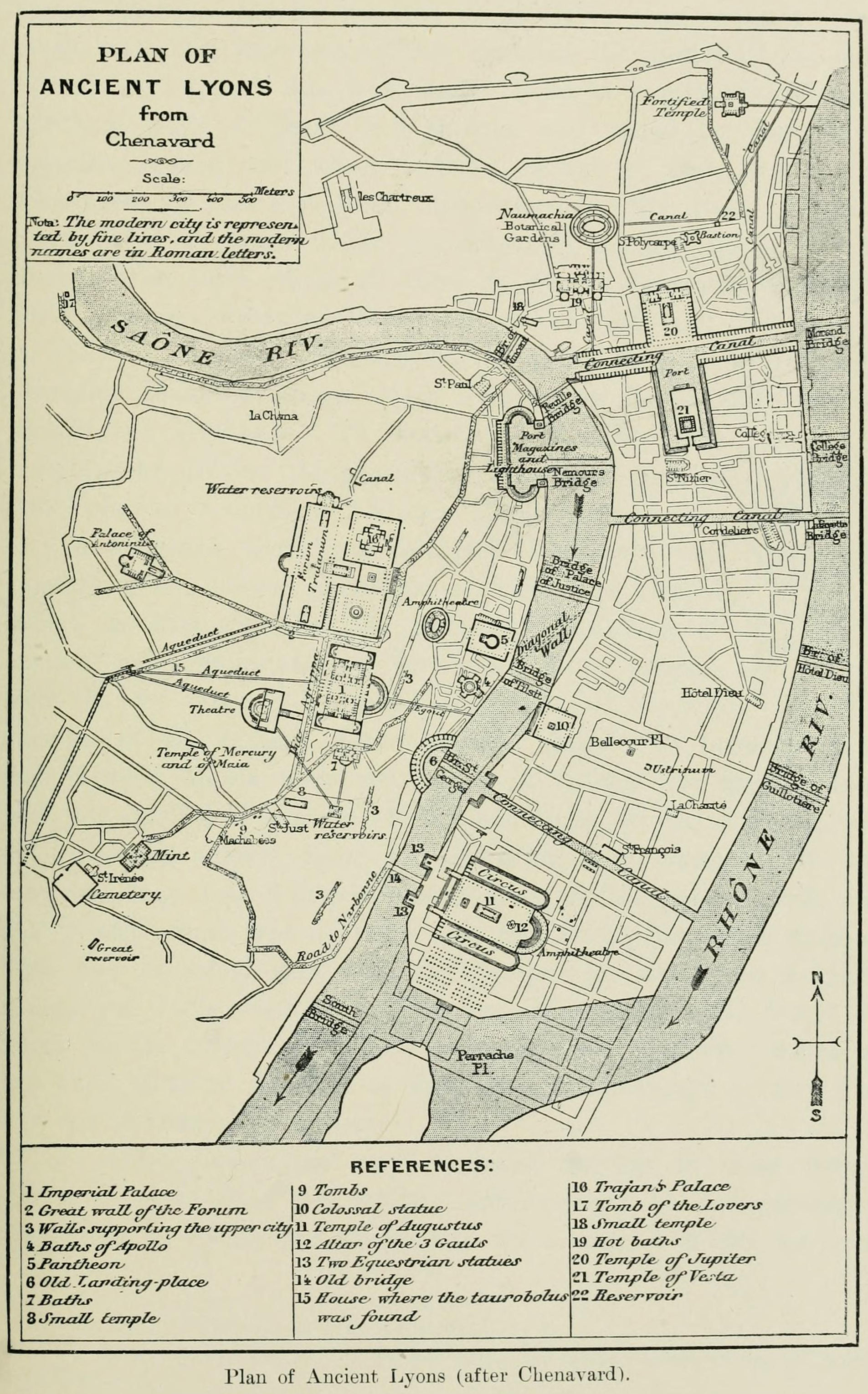
Mapa de la antigua Lyon de Antoine-Marie Chenavard (1834). Trazado según las teorías de François Artaud, es ampliamente refutado por descubrimientos posteriores.

En el siglo XIX, el viñedo de los Mínimos fue cedido a la Congregación de las Damas de la Compasión. La identificación de las ruinas del Clos de la Compassion como las de un teatro fue necesaria, reabriendo el debate sobre la ubicación del anfiteatro de los Mártires. Preparando una síntesis sobre la arqueología de Lyon, François Artaud hizo que el arquitecto Antoine-Marie Chenavard (1834) realizara un plano de la ciudad antigua según sus interpretaciones más o menos seguras. Dibujó las ruinas como un teatro y ubicó el anfiteatro en Ainay, un barrio entre el Ródano y el Saona, de acuerdo con una lectura literal del resumen de los mártires de Lyon hecha por Gregorio de Tours. La obra de Artaud fue publicada póstumamente en 1846, mientras que el plano de Chenavard ilustra de nuevo la Historia de Roma de Victor Duruy, publicada en 1883. En esa época, el arqueólogo Élysée Pélagaud sostenía todavía la identificación de las ruinas del Clos de la Compassion como las del anfiteatro, una opinión que Ernest Renan no siguió en su Topographie chrétienne de Lyon, publicada en 1881.
En 1887, un descubrimiento fortuito en la propiedad vecina del Clos de la Compassion aportó un nuevo elemento: el profesor Lafon, intrigado por la forma curvada del jardín que había adquirido el año anterior, limpió la parte superior de tres muros concéntricos cortados por otros muros radiantes que soportaban restos de bóvedas, así como muchos escombros antiguos. A partir de lo cual, afirma que estos muros tienen forma elíptica, lo que indica que son los restos de un anfiteatro. Rechazando las nuevas mediciones del historiador André Steyert y del arquitecto Rogatien Le Nail, que constataron la forma circular de los muros, el arqueólogo Philippe Fabia concluyó los debates de una manera que consideró definitiva: en la colina de Fourvière se yuxtaponen un pequeño teatro en el Clos de la Compassion y un anfiteatro en el Clos Lafon. Sugirió que la ciudad adquiriera estos terrenos para que las investigaciones arqueológicas pudieran llevarse a cabo más extensamente.

### Limpieza arqueológica
Los restos visibles del Clos de la Compasión y del Clos Lafon fueron clasificados como monumentos históricos en 1905. En 1933, las parcelas periféricas fueron a su vez clasificadas, como preliminares a las excavaciones en esta extensión. Los trabajos arqueológicos se iniciaron en 1933 con el apoyo activo del ayuntamiento de Lyon, que creó un departamento específico, el taller municipal de excavaciones, se asignó un ingeniero de caminos, que se encargó de una parte de la evacuación de una considerable masa de material excavado. Desde el comienzo de las excavaciones se descubrieron un gran teatro y otro más pequeño, el odeón, que refutaron las teorías de Fabia.
Las excavaciones del odeón fueron dirigidas por Pierre Wuilleumier de 1941 a 1946, después de la limpieza del teatro vecino. El odeón fue completamente despejado demoliendo en 1945 una casa y la capilla del Clos de la Compassion construida en el lado norte del edificio. Los obreros asignados al equipo de excavación consolidaron y restauraron las gradas y el escenario sobre la marcha, una medida de salvaguardia que, sin embargo, creó un obstáculo para la posterior investigación de las partes subyacentes.
Una segunda serie de trabajos dirigidos por Amable Audin entre 1953 y 1958 despejó el área alrededor del odeón, incluyendo la antigua calle que servía a las entradas del norte, y la fachada trasera del escenario enterrada bajo más de ocho metros de tierra. El descubrimiento en 1957 de una escalera que unía el lado norte de la orchestra con la explanada al este del odeón dejó al descubierto un horno de cal y, entre los numerosos fragmentos de piedra caliza y mármol que no habían sido transformados, cinco fragmentos de una dedicatoria a un duoviri de Lugdunum, torsos de estatuas y tres piezas de bajorrelieve de mármol que representaban los putto de los vendimiadores rodeados de follaje de parra. El despeje de esta zona en 1964 dio lugar a otras diez piezas de la misma decoración, atribuidas al pulpitum del escenario. Se realizaron sondeos puntuales en 1991, 1994 y 2002 en la explanada detrás del odeón, que permitieron determinar con precisión el nivel del antiguo suelo y establecer la preexistencia de esta explanada cuando se construyó el odeón, lo que conllevó a elevar esta plaza en 1,5 m.
Restos de estatuas de mármol del horno de cal:

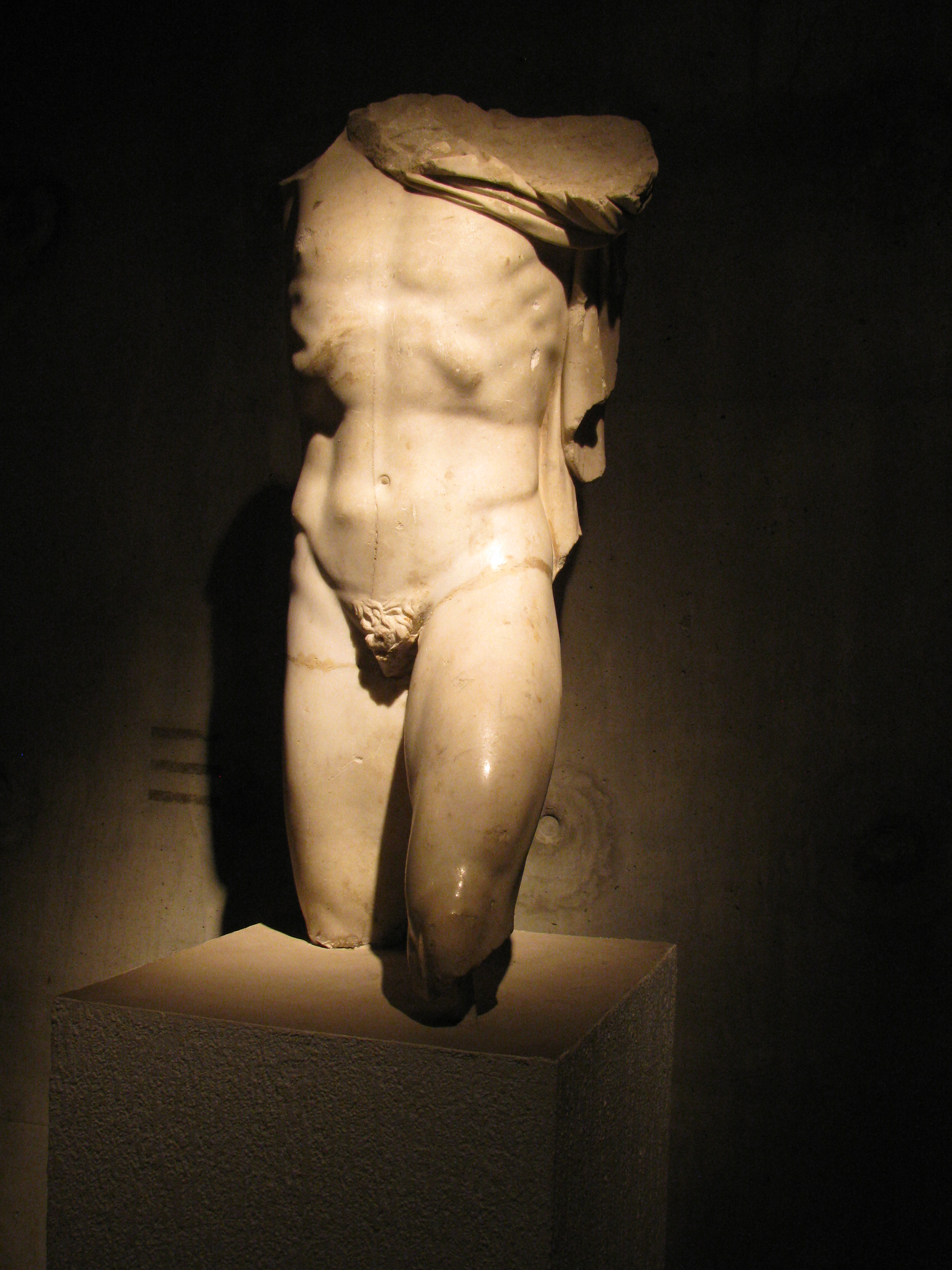
Tres fragmentos, pegados.
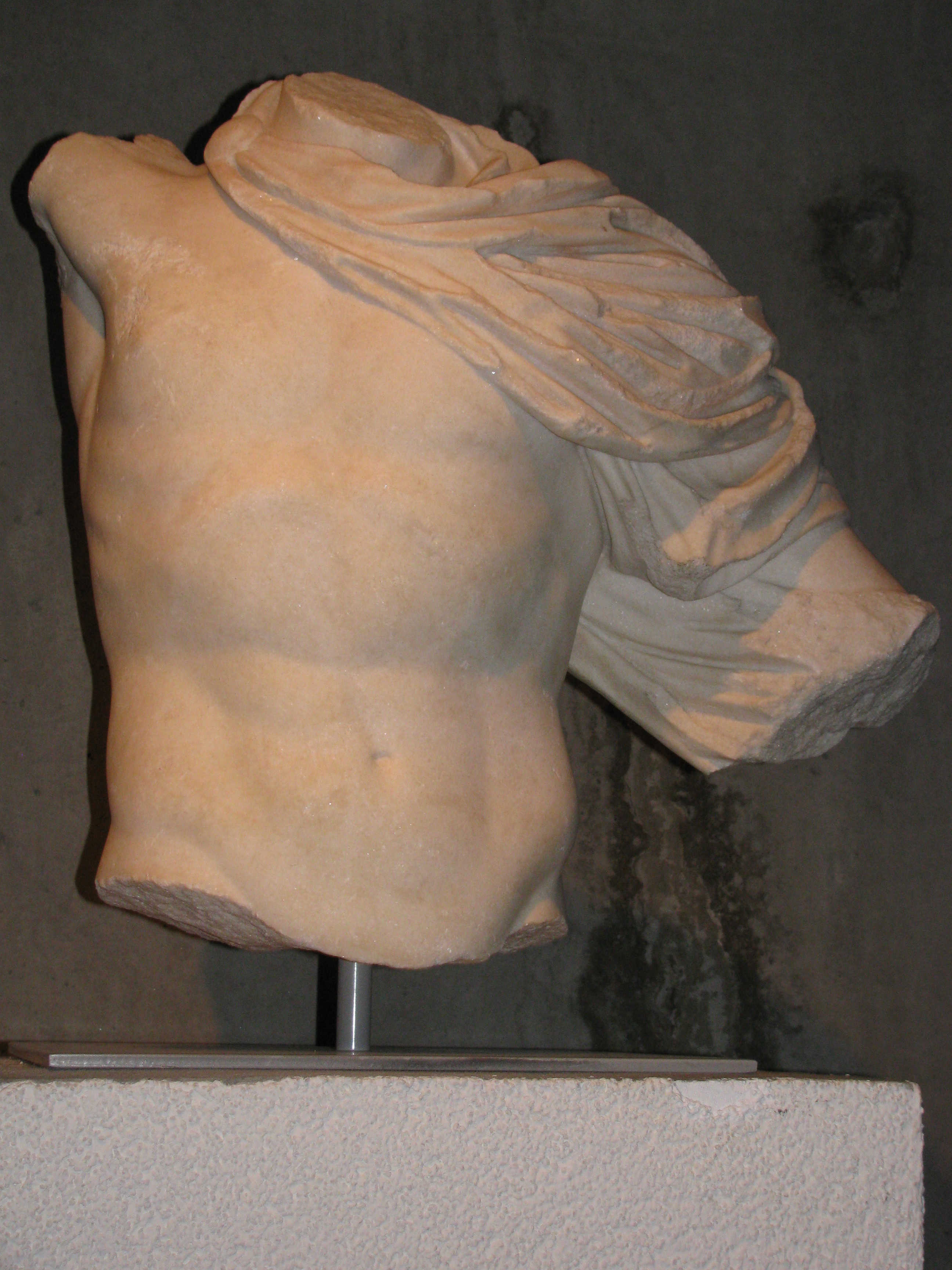
Un fragmento del torso.

Estas estatuas de tamaño natural que probablemente decoraron el odeón se exhiben en el museo galo-romano de Fourvière. Copias de gran calidad de una obra helenística, tal vez lo que representa un grupo de cazadores, están fechadas a mediados del reinado de la dinastía Antonina, en el siglo II.

## Arquitectura

Plano simplificado del odéon de Lyon.

El hemiciclo del edificio tiene un diámetro exterior de 73 metros, lo que lo convierte en uno de los mayores monumentos de este tipo en el imperio romano. Los restos restaurados dan una idea general del edificio, con el redondeo de una parte de las gradas (cávea) dominada por la pared del fondo, la orchestra y la base del escenario. Solo faltan las partes superiores de la cávea y la pared del escenario.

### Trabajo estructural y cávea
La cávea, un espacio para los espectadores, está apoyada en la colina y sostenida por bóvedas parcialmente visibles en la parte sur donde las gradas han desaparecido. En su estado actual, parcialmente arruinado, consta de dieciséis filas de terrazas, despojadas de su cubierta de piedra blanca en la Edad Media y reformadas durante la excavación arqueológica. Están separadas en dos mitades por una escalera axial de un metro de ancho que conduce a la orchestra. Pierre Wuilleumier considera en sus planos que había otras dos escaleras, no incluidas en la restauración moderna de las gradas, que dividían la cávea, de acuerdo con los principios arquitectónicos de los teatros romanos, en cuatro sectores desiguales.

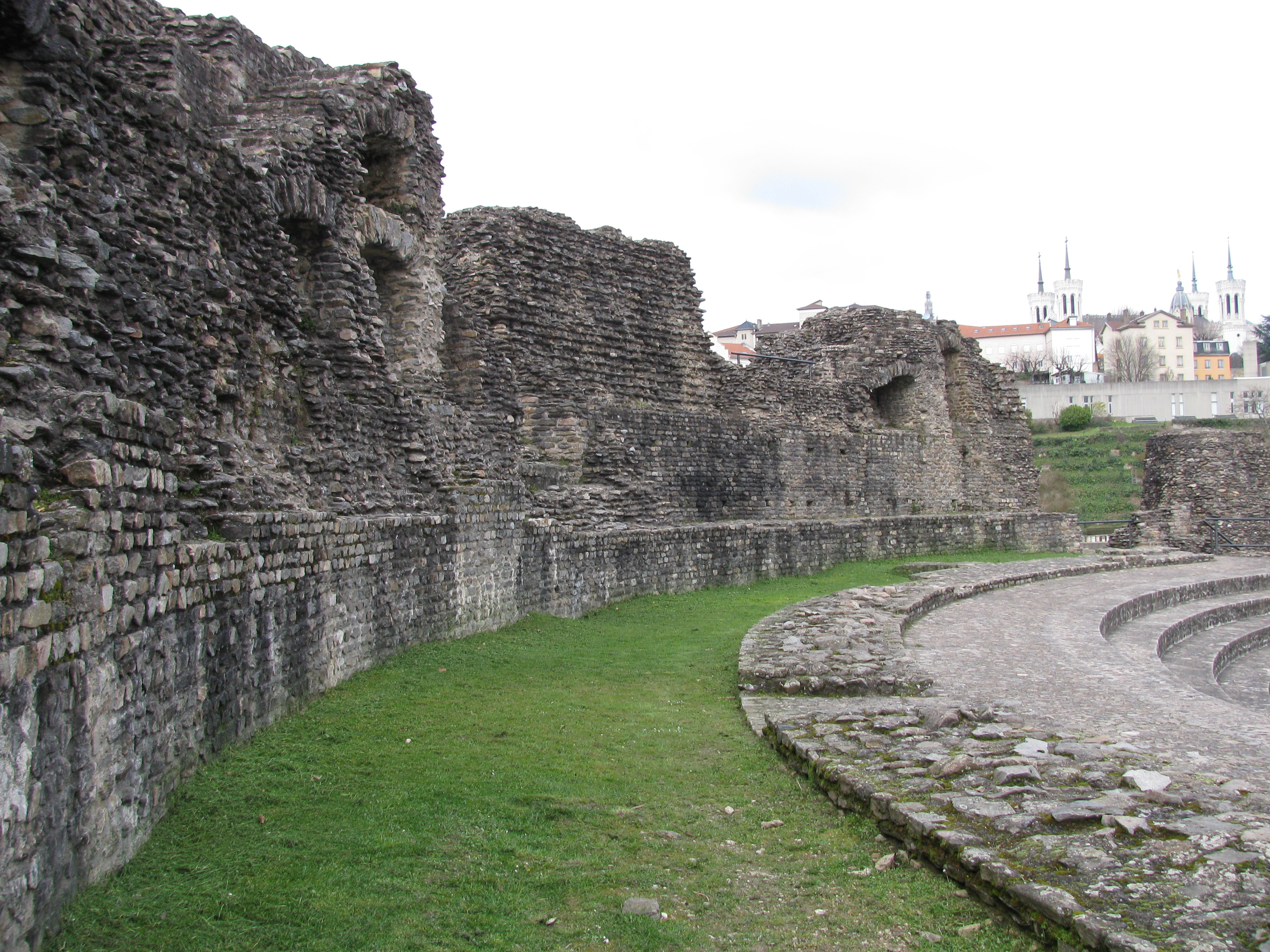
Vestigios de la galería (con hierba) alrededor del recinto (a la derecha).

Esta serie de gradas está bordeada en la parte superior por un paso de 2,65 m de ancho llamado recinto. Una segunda serie de terrazas, siete según los arqueólogos, dominaba el recinto como un balcón. Se apoyaba en una galería que rodeaba la cávea, y permitía el acceso al recinto a través de varias puertas y desde allí a los niveles inferiores. Esta galería ha desaparecido, dejando un terraplén con hierba de 3,20 m de ancho, bordeada por los cimientos del muro que rodea el recinto.
El muro semicircular que forma el recinto de la cávea está revestido de una contramuralla y forma un macizo de 6,45 m de espesor que todavía se eleva a 8 m, con una altura original estimada en 17 m. A los antiguos odeones se les denominaba a veces theatrum tectum («teatro cubierto»). Observando el grosor particularmente grande de este muro, los arqueólogos lioneses Pierre Wuilleumier y Amable Audin dedujeron que debería haber permitido una cobertura parcial del edificio, que habría estado soportado por un armazón cuyas vigas, encajadas en el muro, podrían medir quince metros de largo y llegar hasta más arriba del séptimo nivel. Sin embargo, no se han encontrado rastros arqueológicos de este techo, y Armand Desbat, que sucedió a Audin, cree que estas conclusiones deben ser vueltas a examinar.
Detrás de la pared circundante, un pasillo de acceso rodea el odeón. Los espectadores que venían de la calle de las tiendas sobre el odeón, accedieron a este corredor por una pequeña escalera. Otros subieron a este pasillo por dos vastas escaleras —de 4,5 m de ancho—, una hacia el norte, partiendo de la plaza entre el gran teatro y el odeón, y la otra hacia el sur, que no fue completamente despejada por las excavaciones. El corredor de acceso conduce a cinco puertas de entrada a la cávea —de la A a la E en el plano—, perforadas a través del muro y que miden cuatro metros de ancho.

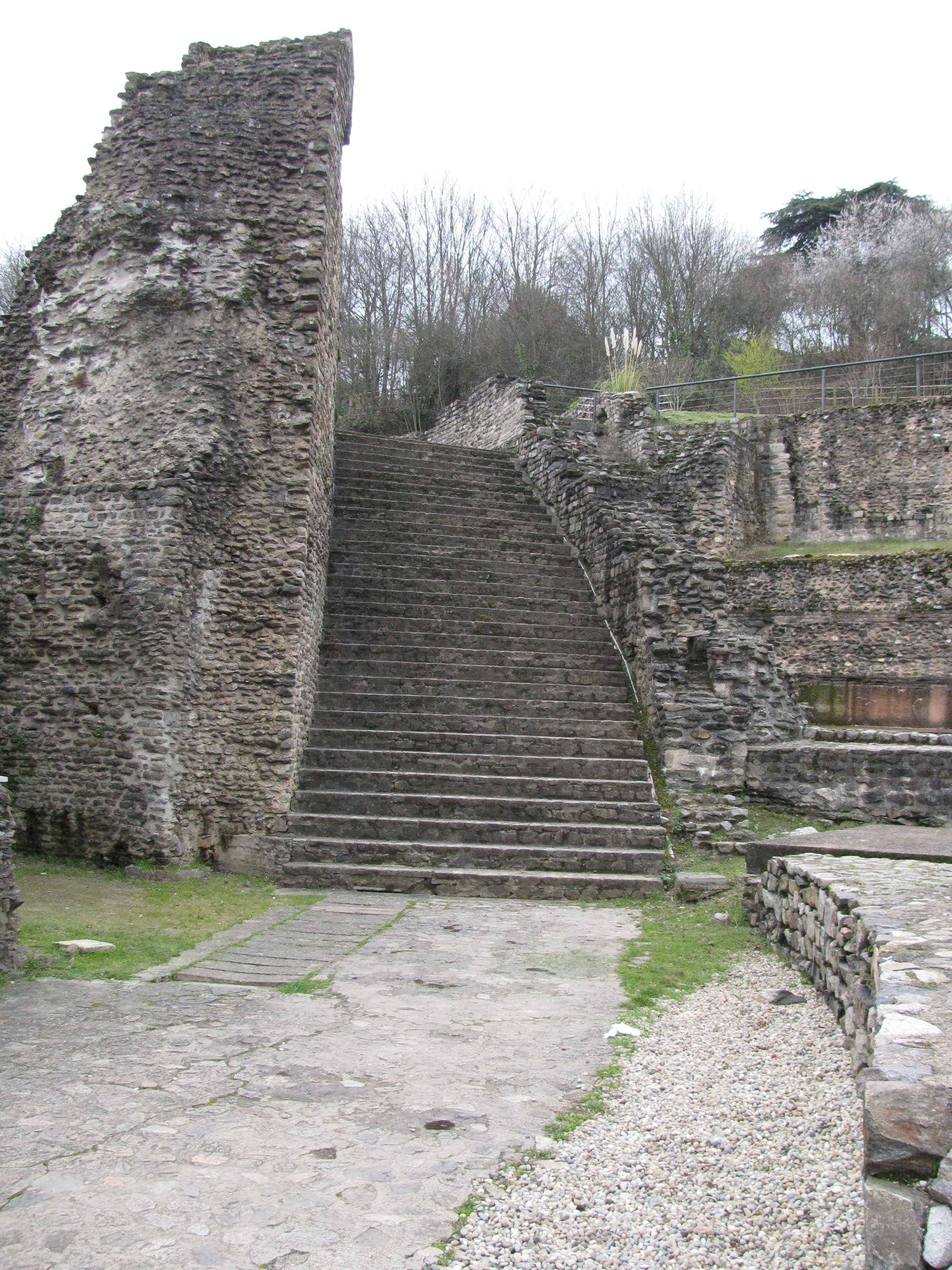
Escalera norte para acceder al corredor de servicio.
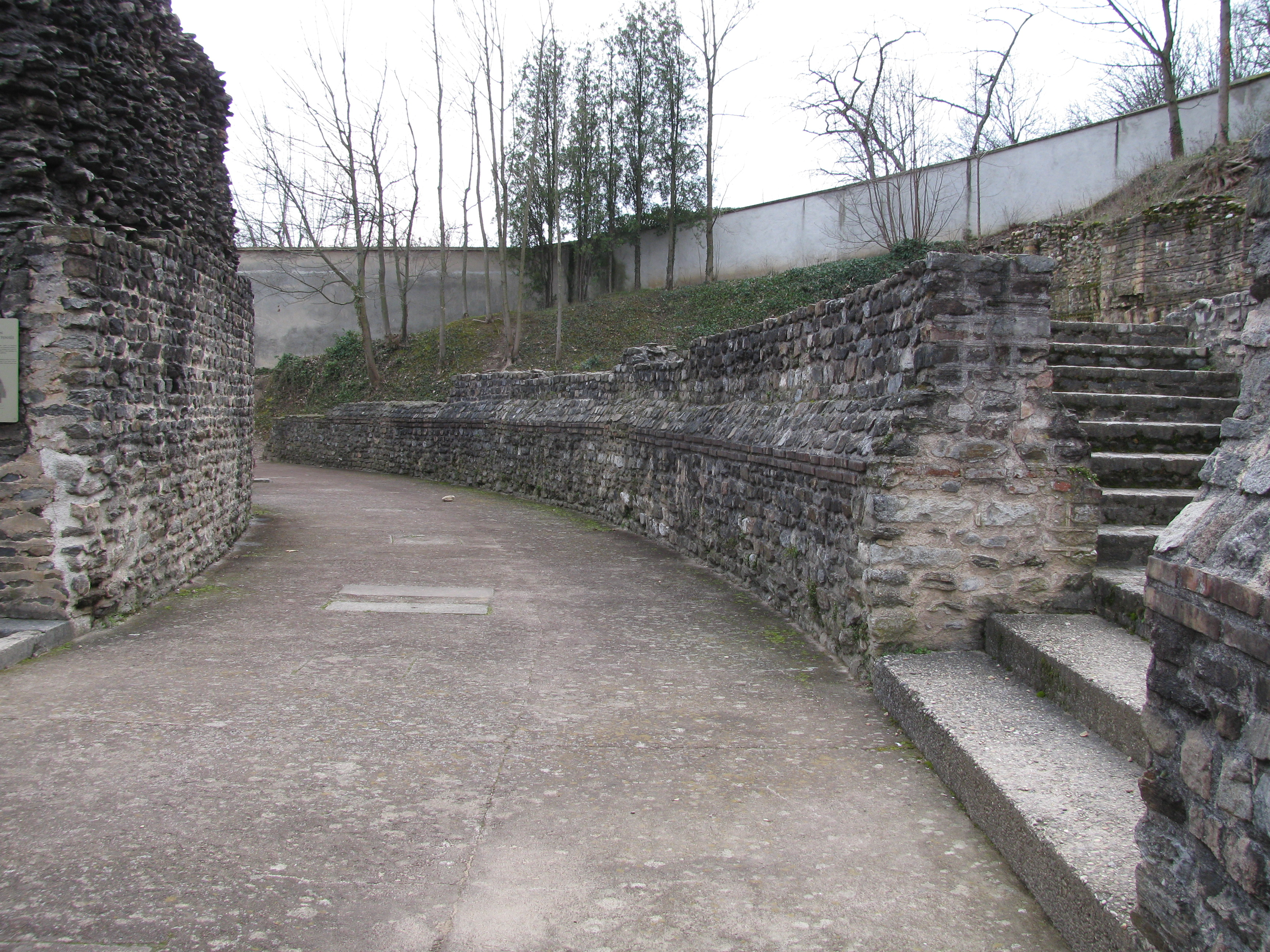
Corredor de servicio. A la derecha, escaleras de la calle de las tiendas.
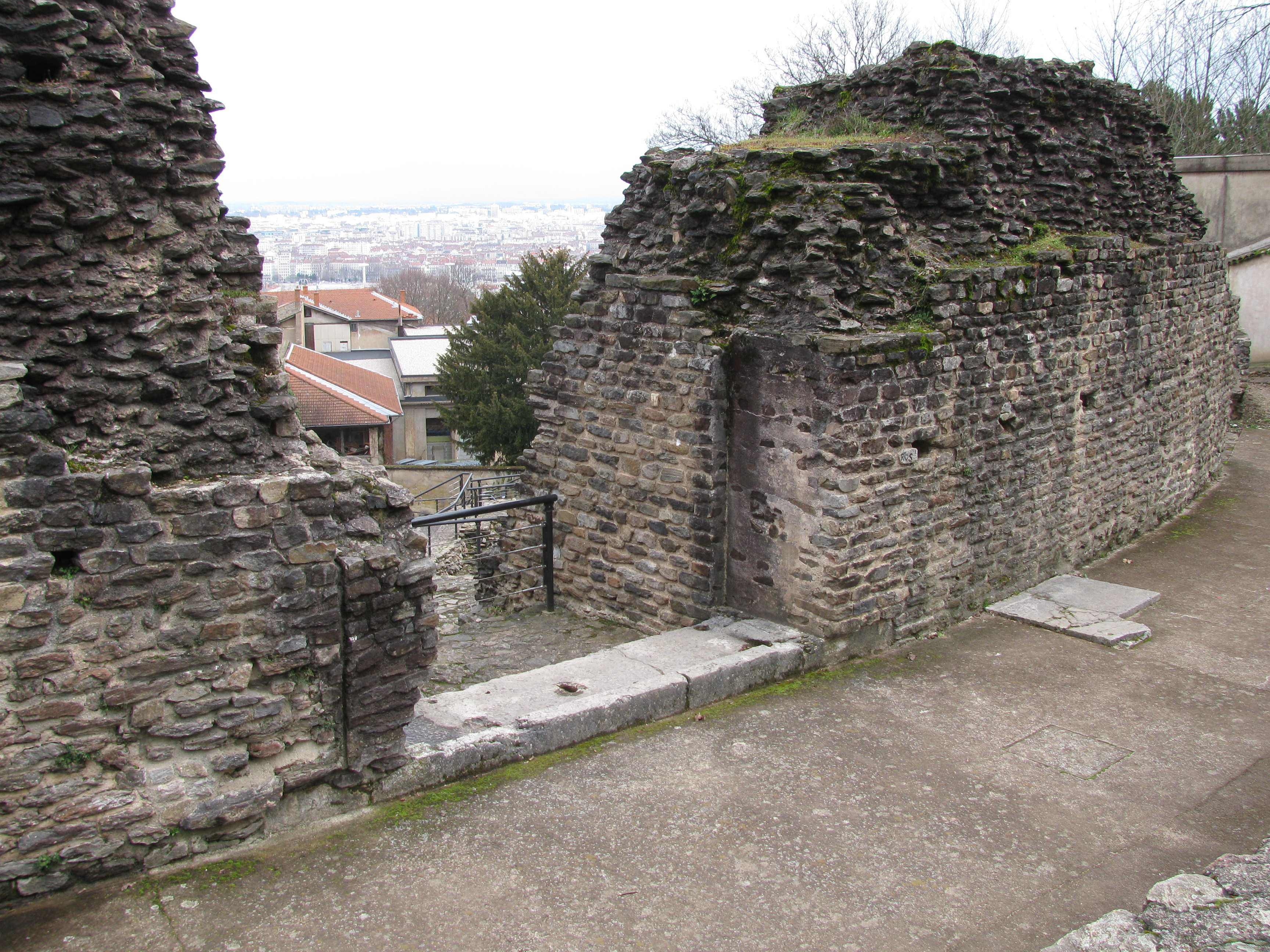
Una de las cinco puertas de entrada.

Estas entradas conducen a escaleras que permanecen parcialmente intactas.La entrada central (C) servía a las gradas superiores por escaleras de doble barandilla construidas sobre arcos que pueden verse ya que las gradas que las enmascaraban han desaparecido. Las dos entradas (B y D) a la derecha y a la izquierda de la entrada central conducían a la galería que pasaba por debajo de las gradas superiores y se abría al recinto, el rellano en la parte superior de las gradas inferiores. Las dos últimas entradas en los extremos (A y E en el plano) del corredor de acceso conducían a las gradas superiores, al igual que la entrada central.

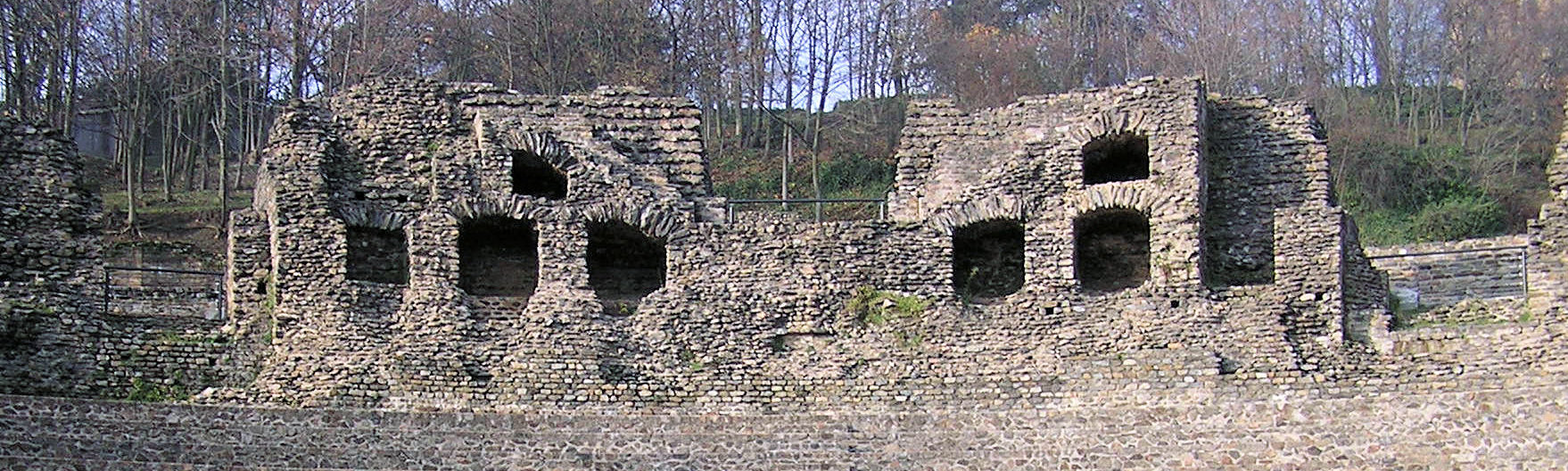
La entrada central, escalera de doble rampa, en una vista frontal.
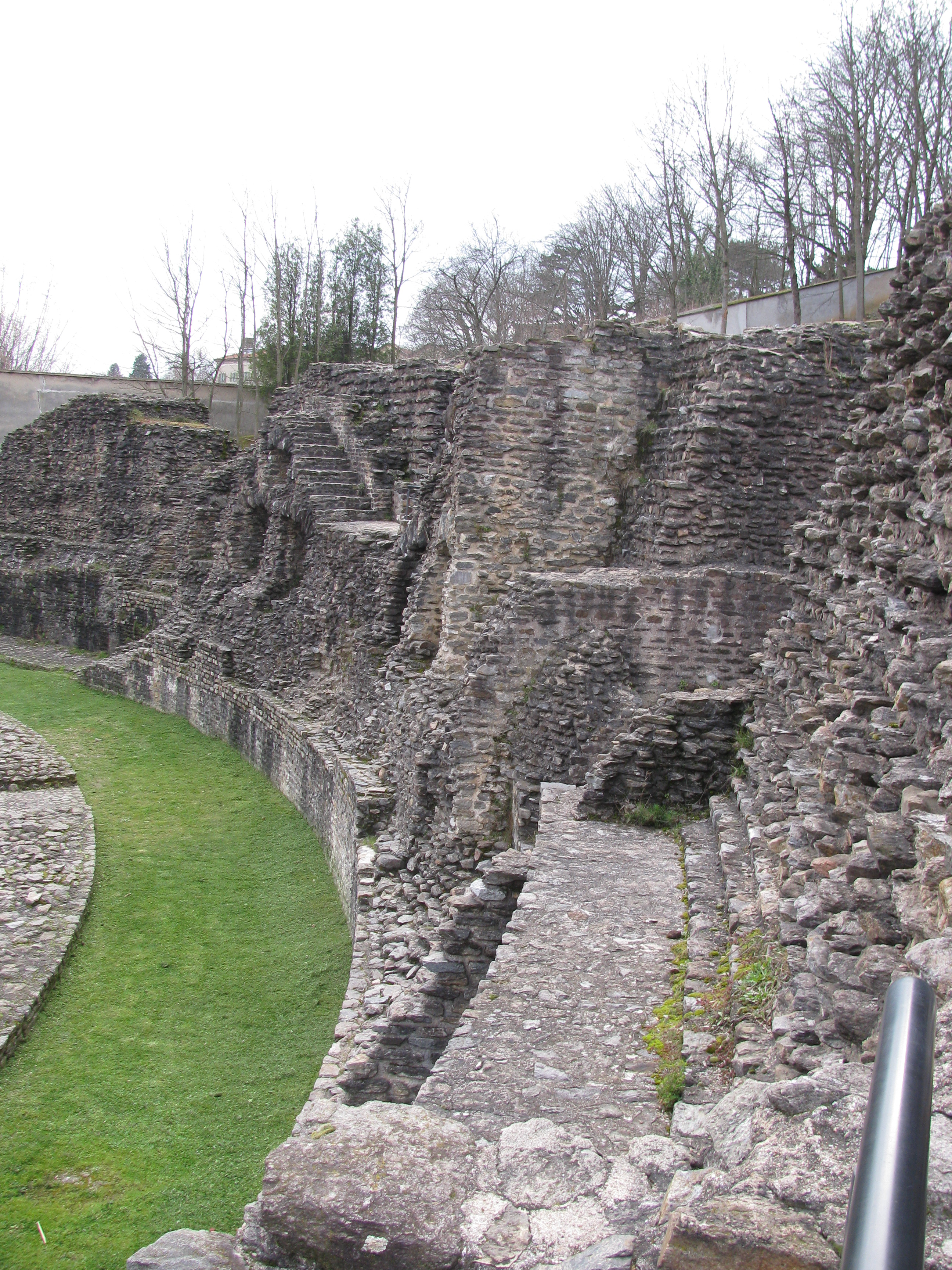
Escalera de doble rampa, vista lateral.

### Orchestra

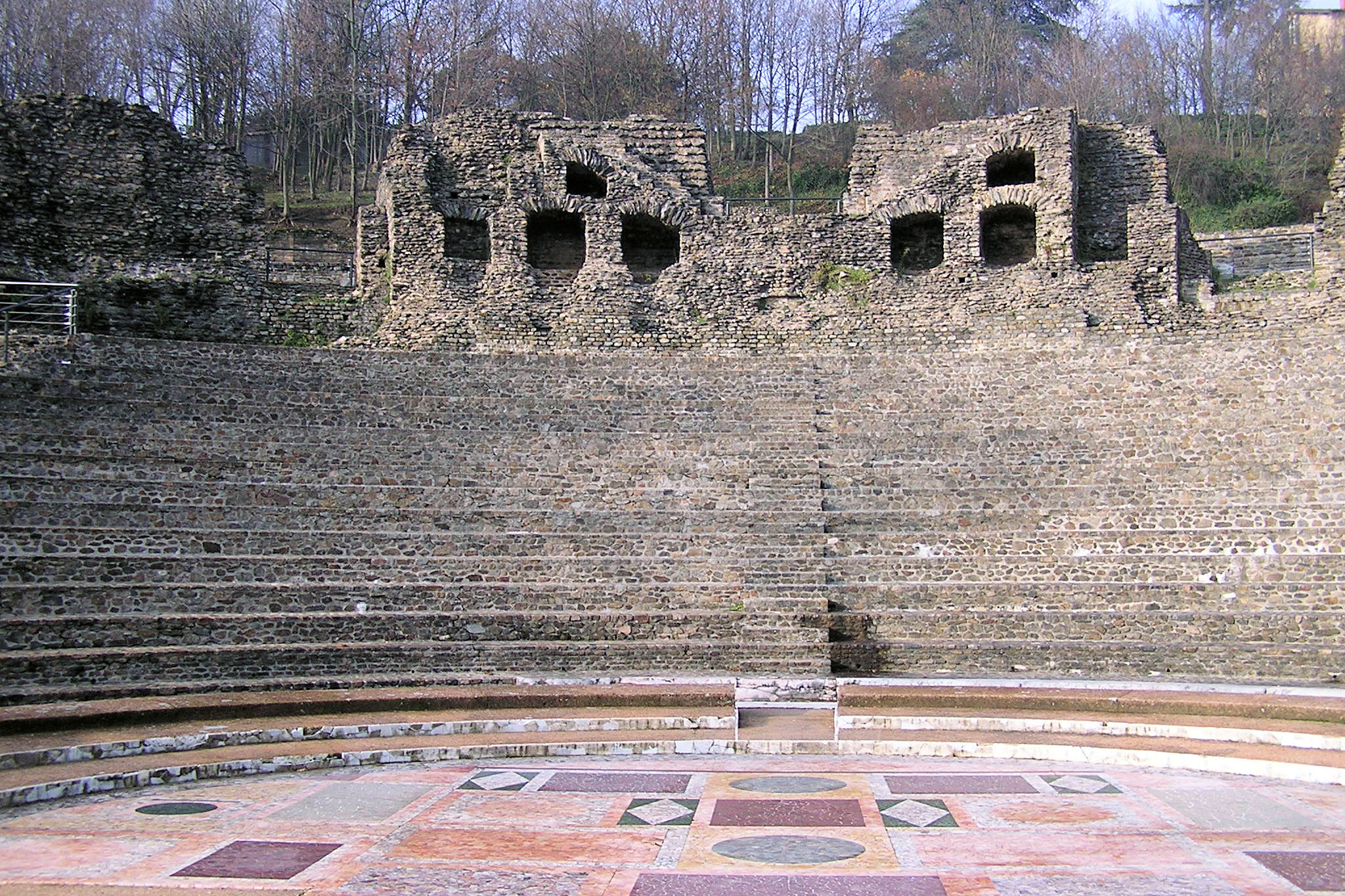
Vista general: orchestra, gradas, arcos de soporte de escalera, muro perimetral.

Dos galerías abovedadas orientadas de norte a sur sirven de base a la orchestra y los dos pasillos laterales (F y G) que la sirven, aseguran la nivelación de esta parte compensando el desnivel del terreno. Uno de los dos pasillos de acceso ha conservado, en su parte cercana a la orchestra, un pavimento de mármol y yeso en la pared, decorado con un zócalo. La orchestra, de 17 m de diámetro, tiene tres gradas bajas reservadas para los asientos móviles de los personajes notables. Están separados de la cávea por un pasadizo y una barrera de 86 cm de altura de mármol blanco, parcialmente reconstruida en el lado sur a partir de 24 fragmentos de decoración vegetal estilizada encontrados durante las excavaciones.
La parte central de la orquesta que queda libre por las gradas está lujosamente decorada con un pavimento policromo en opus sectile, marquetería hecha de piedras con de varios colores. Los fragmentos de roca muy erosionada recogidos por los arqueólogos y las impresiones de incrustaciones que quedaron en la antigua argamasa permitieron reconstruir un diseño original, una composición de rectángulos, cuadrados, rombos, círculos y triángulos hechos de piedras de once calidades diferentes, todas importadas: mármol de Carrara de diferentes colores (rojo, rosa, flor de melocotón, blanco), mármol amarillo antiguo de Chemtou —supuestamente originario de Siena—, pórfido verde de Grecia y pórfido rojo del Alto Egipto, brecha violeta de Skyros (Grecia) y brecha rosada de Teos (Jonia), granito gris de Baveno (Italia) y sienita gris.

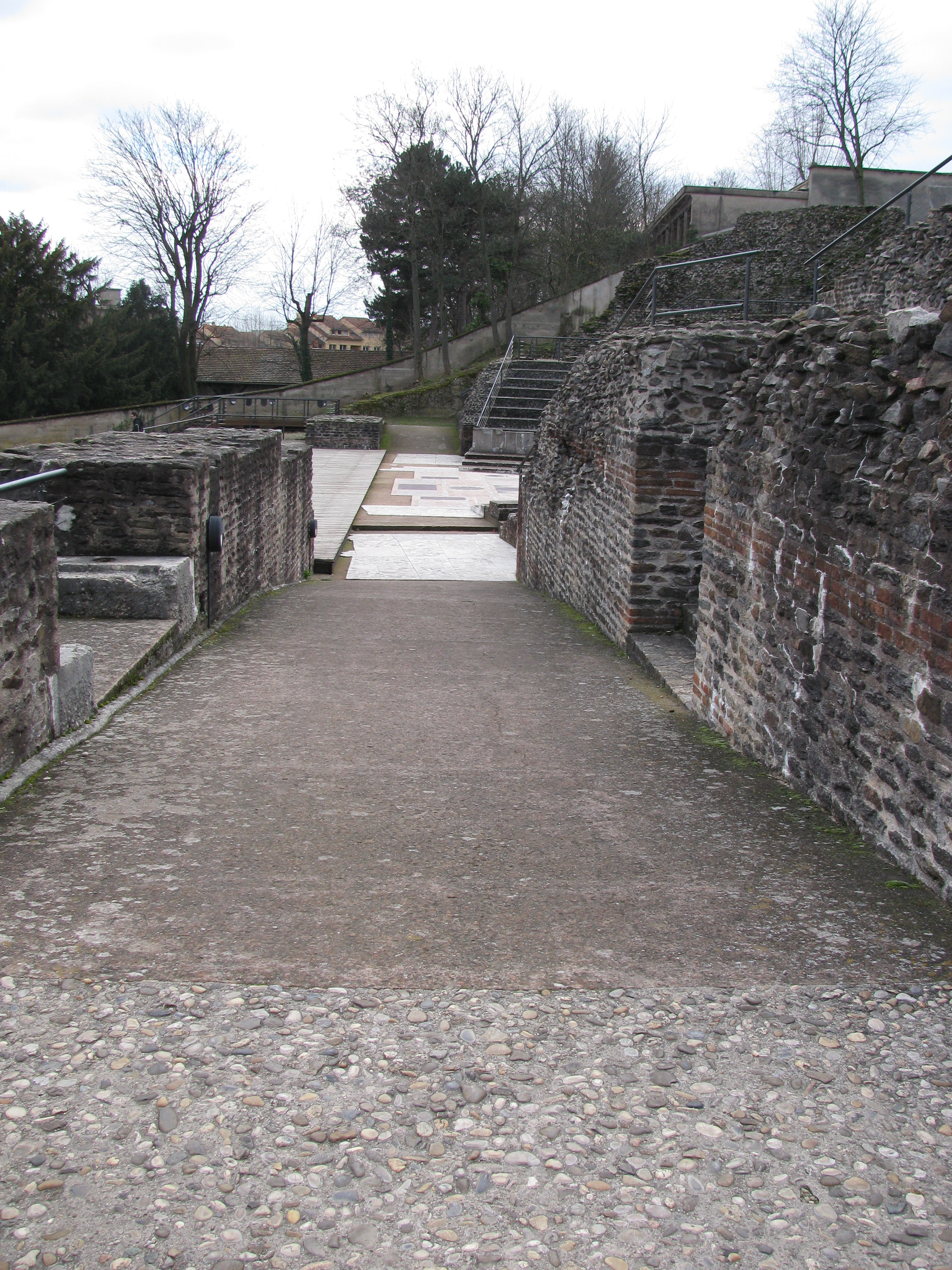
Corredor de entrada lateral del odeón, acceso a la orquesta (G en el mapa).
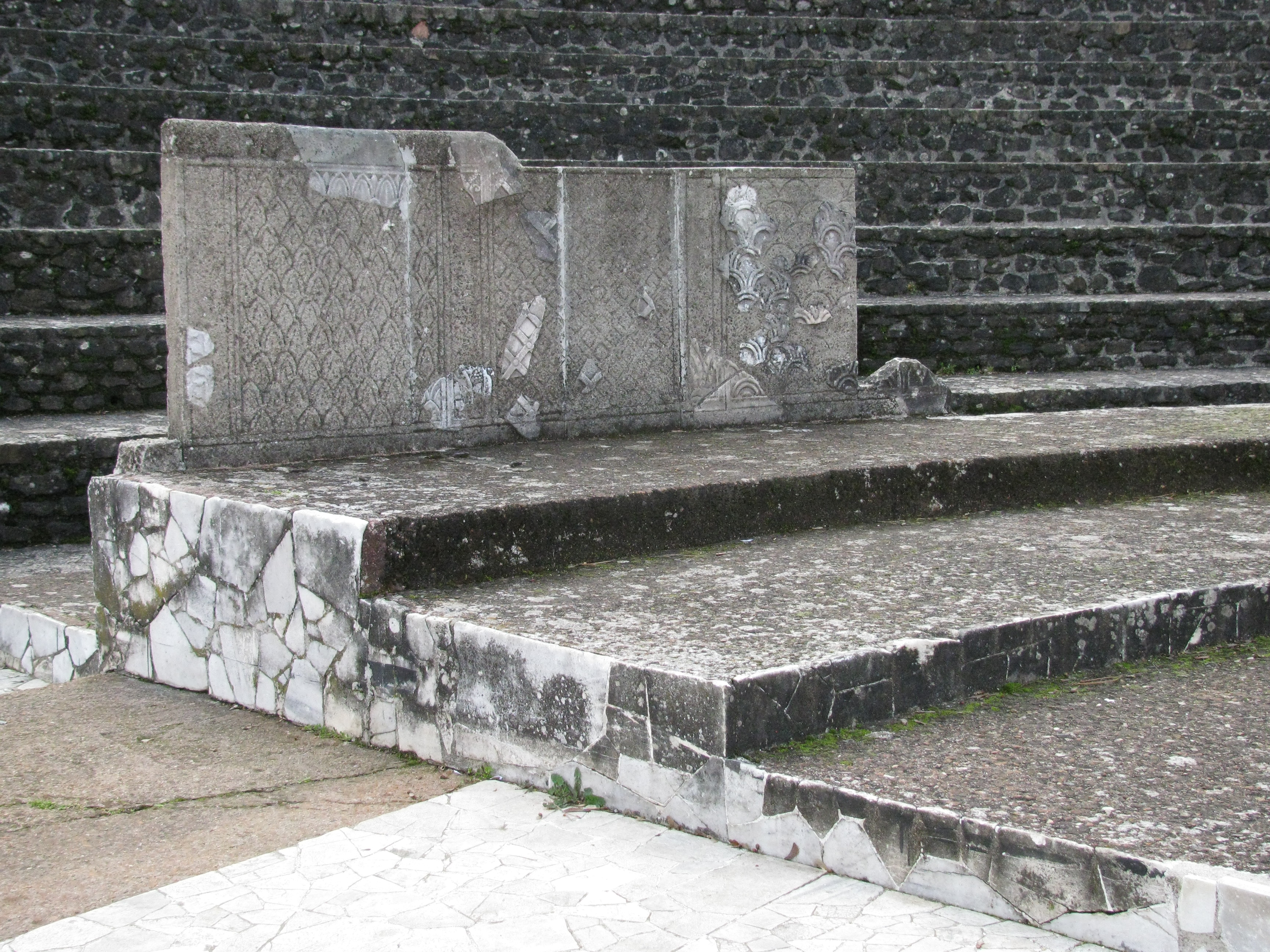
Muro de la orchestra, reconstruido a partir de fragmentos decorativos.
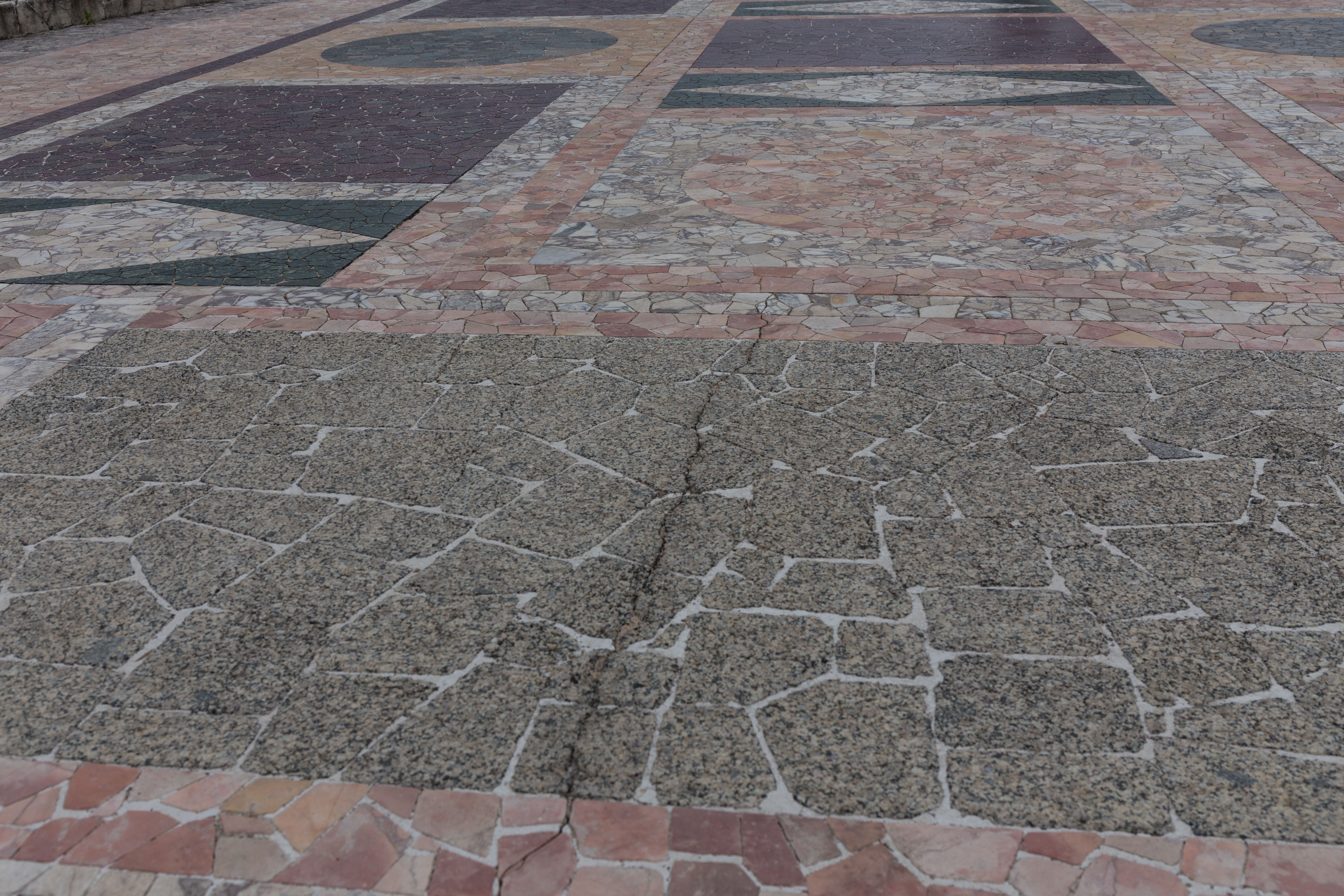
Detalle del pavimento reconstituido de la orchestra en piedras de colores.

### Escenario
Del escenario del odeón, solo queda la base de la pared anterior del pulpitum, luego el foso de la cortina. La pared del escenario está completamente nivelada. Estos bastimentos están cubiertos con un piso moderno, y ya no son visibles para el visitante.
El púlpito es una pequeña pared que separa el escenario de la orchestra. Para fines decorativos, se dentellea en nichos semicirculares y rectangulares alternados. El ejemplo del teatro romano de Sabratha atestigua la lujosa decoración de bajorrelieves de mármol que podía presentar un púlpito. Amable Audin sugiere que los fragmentos de decoración encontrados en el horno de cal medieval instalado cerca, bajo una escalera que conecta la orchestra con la explanada detrás del escenario, podrían ser las decoraciones del púlpito. El fragmento más grande tiene tres caras decoradas y mide 56 cm de ancho, lo que puede corresponder bastante bien al ancho de una protuberancia del púlpito.

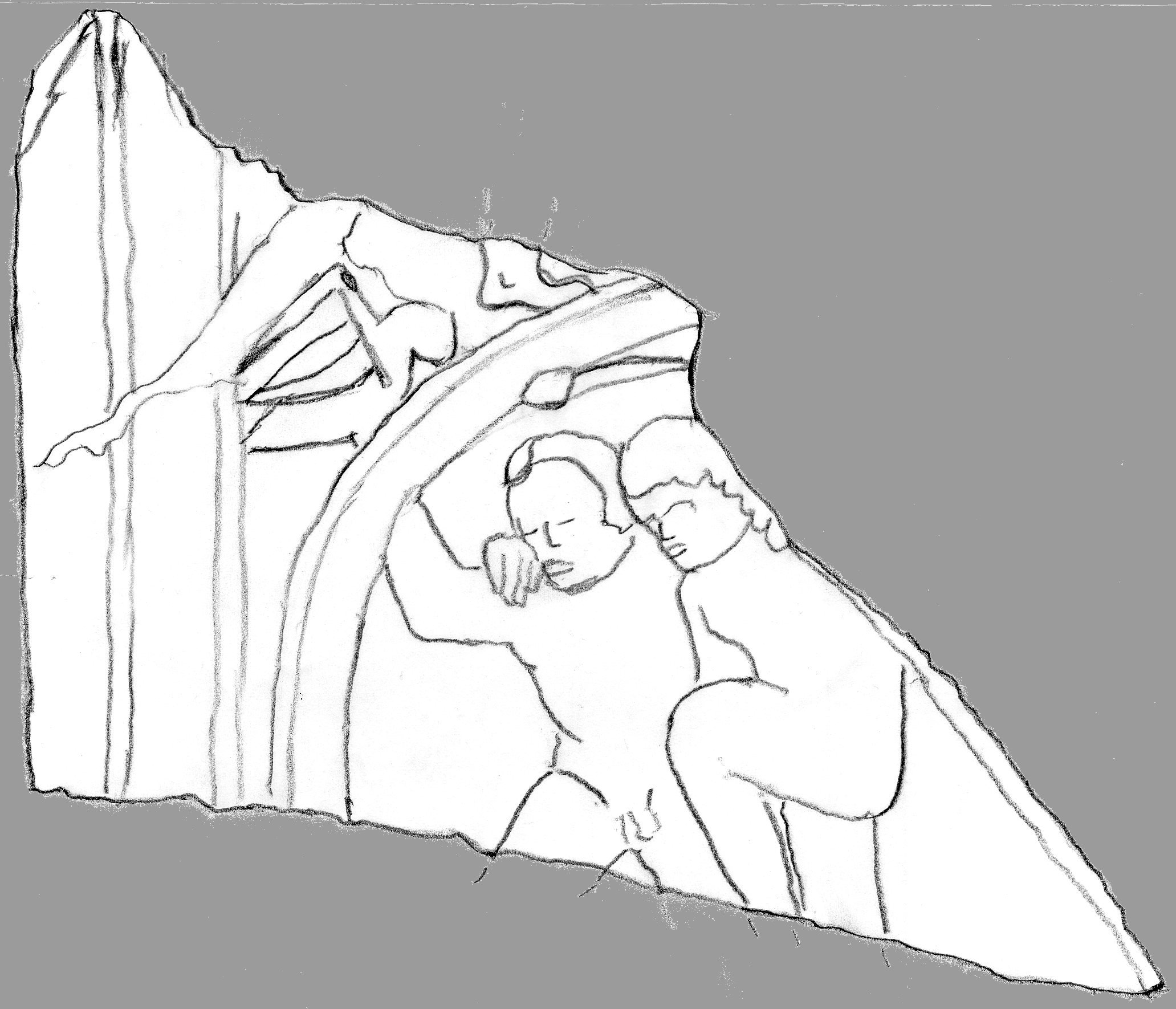
Diseño del fragmento número 1:Putto pisando uvas.

Varios fragmentos están decorados con hojas alargadas, en otros se pueden reconocer cepas de vides, un zarcillo de uvas y una canasta de cestería. Aparecen algunos animales pequeños, una serpiente, un insecto con el abdomen puntiagudo, tal vez una abeja. Los modelos están hechos con un cincel, con más o menos cuidado según los lados del púlpito. Una placa trapezoidal de 12 cm de espesor, 36 cm de largo y 18 cm de alto, muestra patrones significativos: dentro de la curva de un sarmiento de vid, dos niños desnudos aseguran su equilibrio sosteniéndose uno en el sarmiento, el otro en el hombro de su compañero. Les faltan las piernas, pero la rodilla muy levantada de uno de ellos indica un vigoroso pisoteo, sugiriendo una acción de aplastamiento de la uva. Arriba, un saltamontes está encaramado en el sarmiento y una pata se apoya en él. Se puede encontrar un estilo decorativo muy común durante el Imperio, descrito como roleo poblado o animado. Aquí se trata de Amours vendimiadores, un tema muy popular con un carácter dionisíaco.
A diferencia del teatro moderno, al principio del espectáculo, el telón se bajaba bajando en un foso previsto para ello detrás del púlpito. El foso del telón del odeón tiene 32 m de largo, 0,90 m de ancho y 1,30 m de profundidad. Está cubierto con once tablas, perforadas con un agujero cuadrado en el que se deslizaban los montantes verticales de madera, que foraban la estructura de apoyo y maniobra del telón. Un segundo muro, de 43,25 m de largo y 4,85 m de ancho, bordeaba el foso del telón y soportaba el piso del escenario.

### Fachada y explanada posterior
Girado hacia el este, la parte trasera del odeón domina una explanada abajo, con un retroceso de más de seis metros del nivel de la orchestra. A ambos lados, unas escaleras conducen a esta explanada desde los pasillos de entrada de la orchestra. En el lado norte, una escalera recta de 32 peldaños desciende del odeón, mientras que una segunda contigua proviene de la pequeña plaza que separa el odeón del gran teatro y pasa por alto el pilar de contrafuerte que sostiene la terraza del odeón.
El muro trasero del odeón, que se ha conservado a una altura de 6,50 m, está construido en bloque, revestido con un opus mixtum alternando pequeños escombros de piedra y una serie de tres líneas de ladrillo. Gruesas capas de yeso rojo todavía son visibles en su base. Debajo del escenario, está compuesto de tres grandes nichos, de 3 m de ancho y 1,5 m de profundidad, uno rectangular en el centro y dos redondeados en los lados. El rastro de un pedestal en el nicho central sugiere la presencia de una gran estatua. A ambos lados de esta sección decorativa hay grandes salas cuadradas de 8,50 m de lado y más de 8,50 m de altura, cerradas por bóvedas, de las que todavía se conservan los inicios.
Según la recomendación de Vitruvio de refugiar a los espectadores en caso de lluvia repentina o de servir de paseo, la pared trasera del odeón se forró con un pórtico, que ha desaparecido. En su ubicación, los excavadores descubrieron un pavimento de grandes losas blancas rodeadas de juntas negras, ensambladas en tiras escalonadas como un opus quadratum, de 89 m de largo y 6,50 m de ancho, rodeadas a cada lado por un filo negro. Este pavimento está dividido en dos en su longitud por un muro bajo de 45 m de largo. Del pórtico quedan los estilóbatos construidos con bloques de caliza dura y gneis, y una base de columna. Según los arqueólogos, el pórtico consistía en 17 arcos, tenía dos pisos de altura, y el piso superior daba a las puertas de la pared del escenario y a la zona de bastidores.
La propia explanada estaba cubierta por un pavimento de piedra caliza rosa, detectado durante los sondeos de 1991 y rodeado de muros. Un edificio de cuatro habitaciones de uso indeterminado que mide 15 m por 4,50 m se encontró en 1994 al norte de la explanada.

Parte trasera del odeón
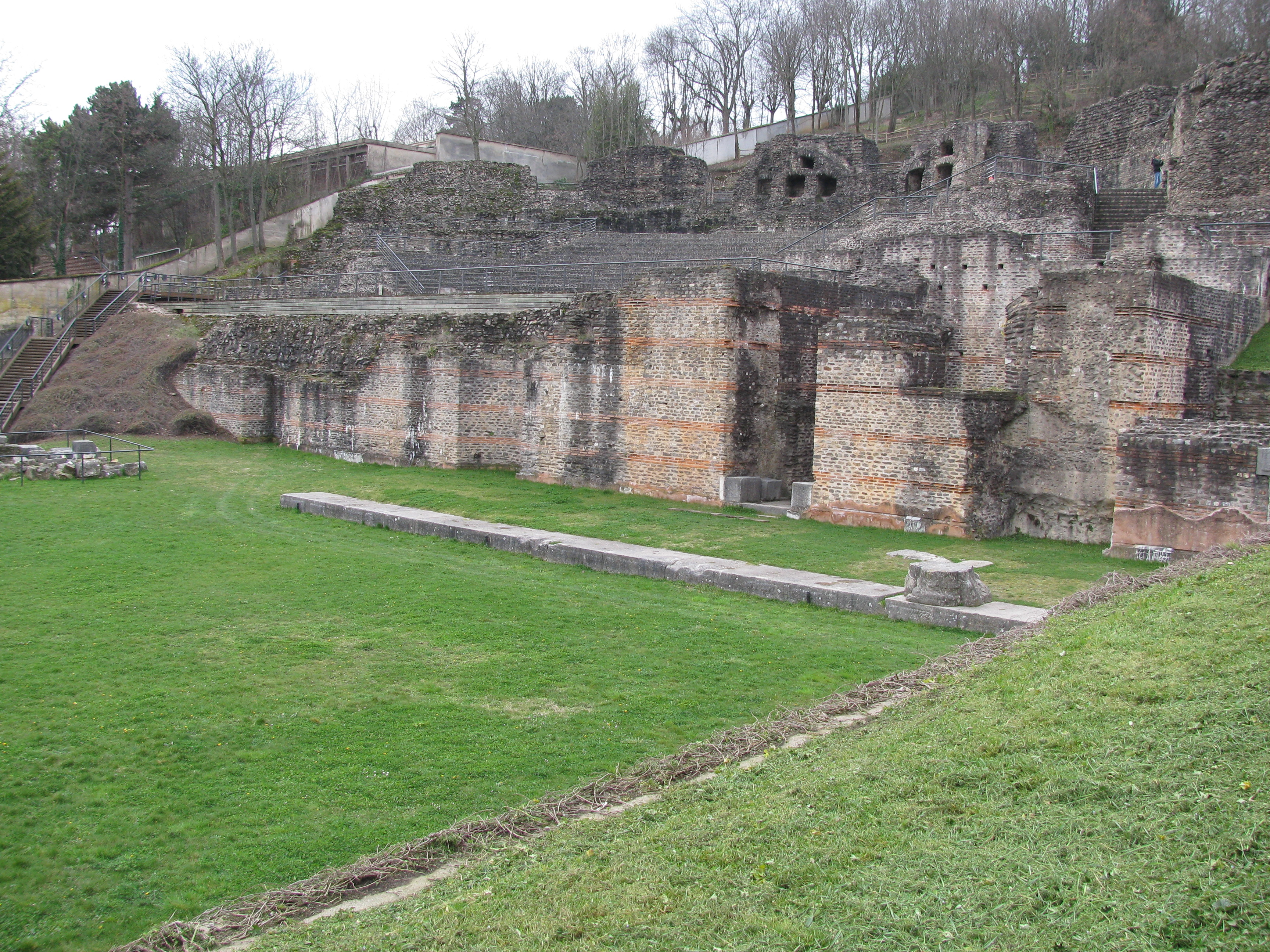
Remanente del pórtico con su estilóbato y una base de columna. El pavimento del pórtico está cubierto con un césped protector.
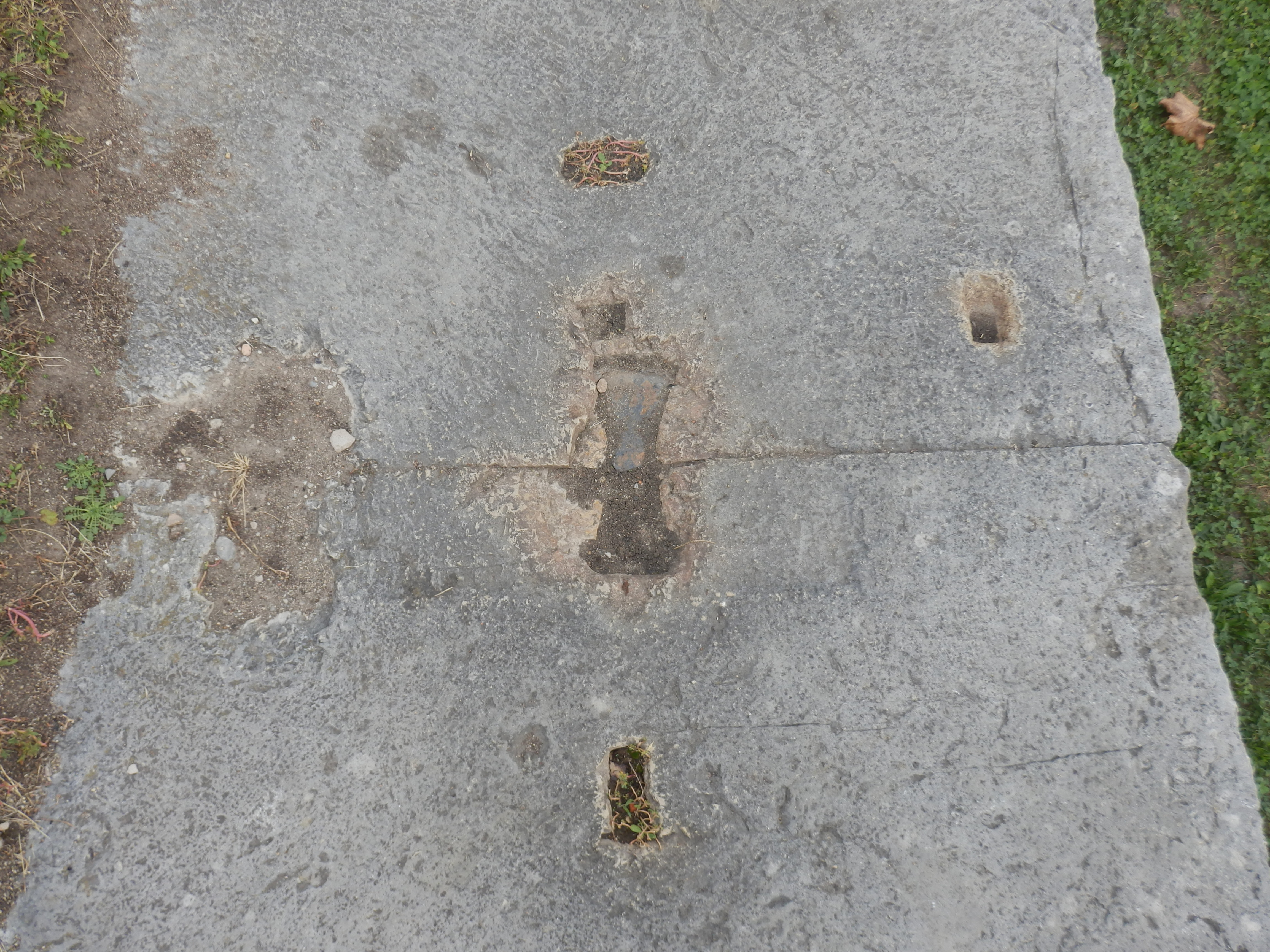
Detalle del estilóbato, con la marca para unir dos bloques.
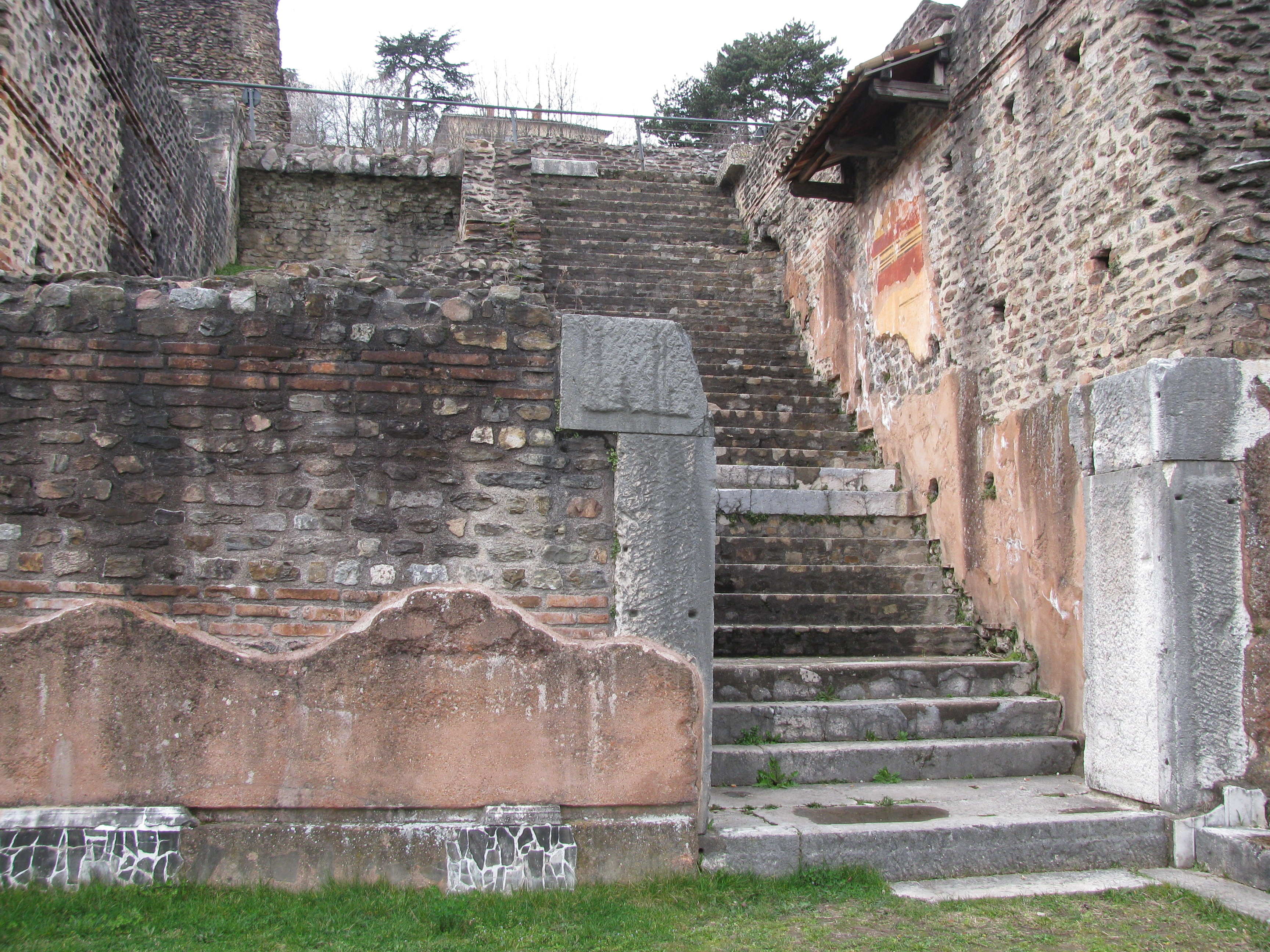
Escalera interior norte, con restos de pintura mural debajo del techo (a la derecha).).
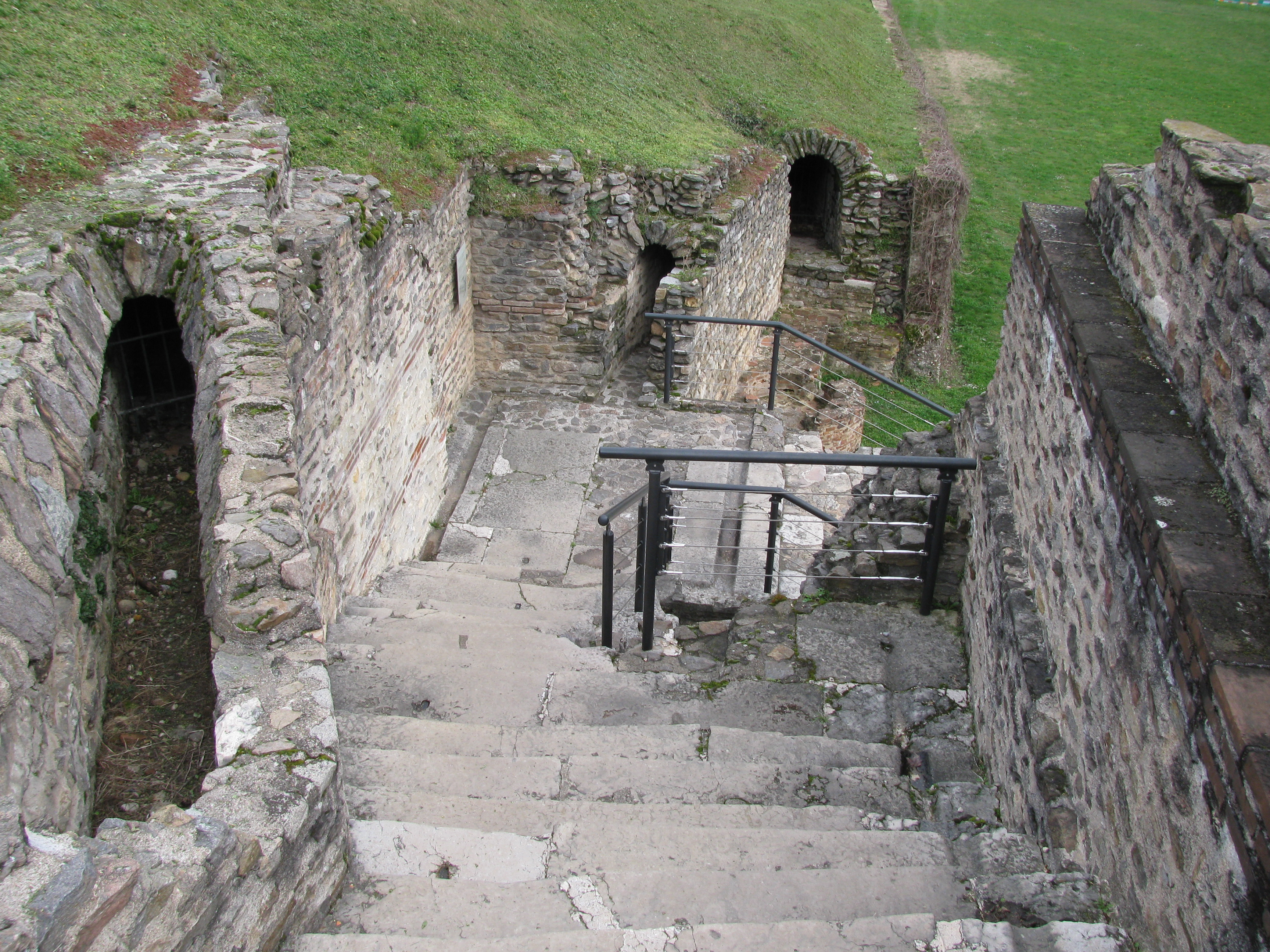
Escalera exterior norte, bajando a la explanada.

## Utilización actual
El odeón es uno de los eslabones del parque arqueológico de Fourvière, una importante atracción turística de Lyon, junto con el teatro vecino y el Museo galo-romano de Fourvière, inaugurado en 1975, que exhibe modelos de reconstrucciones del odeón.
El odeón y el teatro son una vez más lugares dedicados a las representaciones, que han acogido el festival multicultural de las Nuits de Fourvière todos los veranos desde 1946 para el teatro, y desde junio de 1952 para el odeón con la representación de los Conciertos de Brandenburgo bajo la dirección de Karl Münchinger.